# Agents of S.H.I.E.L.D.
Marvel's Agents of S.H.I.E.L.D., o simplemente Agents of S.H.I.E.L.D., es una serie de televisión estadounidense creada por Joss Whedon, Jed Whedon y Maurissa Tancharoen para ABC basada en la organización de Marvel Comics, S.H.I.E.L.D. (Strategic Homeland Intervention, Enforcement, and Logistics Division, en español: Sistema Homologado de Inteligencia, Espionaje, Logística, y Defensa), una agencia de mantenimiento de la paz y espionaje en un mundo de superhéroes. La serie fue la primera ambientada en el Universo cinematográfico de Marvel (MCU), y reconoce la continuidad de las películas de la franquicia y las otras series de televisión. Fue producida por ABC Studios, Marvel Television y Mutant Enemy Productions, con Jed Whedon, Maurissa Tancharoen y Jeffrey Bell como showrunners.
La serie está protagonizada por Clark Gregg como Phil Coulson, retomando su papel de las películas, junto a Ming-Na Wen, Brett Dalton, Chloe Bennet, Iain De Caestecker, y Elizabeth Henstridge. Nick Blood, Adrianne Palicki, Henry Simmons, Luke Mitchell, John Hannah, Natalia Cordova-Buckley, y Jeff Ward se unieron en temporadas posteriores. Los agentes de S.H.I.E.L.D. se enfrentan a varios casos y enemigos inusuales, incluidos Hydra, Inhumanos, Life Model Decoys, especies alienígenas como los Kree y Chronicoms, y el viaje en el tiempo. Varios episodios se cruzan directamente con películas del UCM u otras series de televisión, en particular Captain America: The Winter Soldier (2014), que afectó significativamente a la serie en su primera temporada, y Agent Carter (2015-16), la serie de la cual el protagonista Enver Gjokaj se unió al elenco de la séptima temporada. Además de Gregg, otros actores de todo el UCM también aparecen como invitados.
Joss Whedon, escritor y director de la película del MCU, The Avengers (2012), comenzó a desarrollar un piloto de S.H.I.E.L.D. en agosto de 2012. Se confirmó que Gregg repetiría su papel en octubre, y ABC retomó oficialmente la serie en mayo de 2013. La serie intentó replicar el valor de producción de las películas del MCU en un presupuesto de transmisión de televisión y al mismo tiempo tener que trabajar dentro de las limitaciones del MCU que fueron dictadas por Marvel Studios y las películas. El maquillaje protésico fue creado por Optic Nerve Studios de Glenn Hetrick, mientras que Legacy Effects contribuyó con otros efectos prácticos. El compositor Bear McCreary grabó la partitura de cada episodio con una orquesta completa, y los efectos visuales de la serie fueron creados por varios proveedores diferentes y han sido nominados a múltiples premios.
La serie se estrenó en ABC en los Estados Unidos el 24 de septiembre de 2013 y concluyó con un final de la serie de dos partes, el 12 de agosto de 2020, con 136 episodios transmitidos durante siete temporadas. Después de iniciar la primera temporada con índices de audiencia altos, los índices de audiencia comenzaron a caer. Las calificaciones continuaron cayendo con las temporadas posteriores, pero fueron más consistentes dentro de cada temporada, mientras que las críticas de todas las temporadas fueron consistentemente positivas. Desde entonces, varios personajes creados para la serie se han introducido en el universo de los cómics y otros medios. Una serie digital en línea, Agents of S.H.I.E.L.D.: Slingshot, centrada en Elena "Yo-Yo" Rodriguez de Cordova-Buckley, fue estrenada en diciembre de 2016 en ABC.com. Se planearon otros spin-offs, pero nunca se realizaron.

## Premisa
La primera temporada sigue al agente de S.H.I.E.L.D., Phil Coulson mientras reúne a un pequeño equipo de agentes para manejar extraños casos nuevos. Ellos investigan el Proyecto Ciempiés y su líder, "El Clarividente", finalmente descubriendo que la organización está respaldada por el grupo terrorista Hydra, que se ha infiltrado en S.H.I.E.L.D. En la segunda temporada, tras la destrucción de S.H.I.E.L.D. en Captain America: The Winter Soldier, Coulson se convierte en director de la organización y tiene la tarea de reconstruirla mientras trata con Hydra, una facción antisuperhumana de S.H.I.E.L.D. y una raza sobrehumana recientemente revelada llamada Inhumanos.
Durante la tercera temporada, Coulson comienza una misión secreta para reunir a los Guerreros Secretos, un equipo de Inhumanos, mientras Hydra restaura al poder a su antiguo líder Inhumano, Hive. Después de la derrota de Hive e Hydra, S.H.I.E.L.D. vuelve a ser una organización legítima con la firma de los Acuerdos de Sokovia. En la cuarta temporada, Coulson vuelve a ser un agente de campo, por lo que S.H.I.E.L.D. puede tener un líder público y tiene la tarea de rastrear a más personas mejoradas, incluido a Robbie Reyes / Ghost Rider. Además, el agente Leo Fitz y Holden Radcliffe completan su trabajo en los proyectos de realidad virtual, "Life Model Decoy" y Framework.
La quinta temporada ve a Coulson y miembros de su equipo secuestrados en la estación espacial, Faro en el año 2091, donde deben tratar de salvar los restos de la humanidad mientras descubren cómo llegar a casa. Después de regresar al presente, donde son etiquetados como fugitivos, Coulson y su equipo trabajan para evitar el futuro que vieron. Logran derrotar a un Glenn Talbot, pero Coulson muere debido a sus interacciones con Ghost Rider en la temporada anterior.
A medida que la sexta temporada comienza, los agentes de S.H.I.E.L.D. se dividen en dos grupos: uno se dirige al espacio para encontrar a Fitz, que se perdió después del viaje en el tiempo de la última temporada, mientras que el otro permanece en la Tierra para enfrentarse a un equipo de mercenarios liderado por Sarge, un hombre que se parece a Coulson. La séptima temporada encuentra al equipo, incluido un señuelo modelo de vida de Coulson, saltando en el tiempo para evitar que los Chronicom establezcan la Tierra como su nuevo hogar, Chronyca-3, y la erradicación de S.H.I.E.L.D. de la historia.

## Episodios
| Temporada | Temporada | Episodios | Episodios | Emisión original         | Emisión original     |
| Temporada | Temporada | Episodios | Episodios | Primera emisión          | Última emisión       |
| --------- | --------- | --------- | --------- | ------------------------ | -------------------- |
|           | 1         | 22        | 22        | 24 de septiembre de 2013 | 13 de mayo de 2014   |
|           | 2         | 22        | 22        | 23 de septiembre de 2014 | 12 de mayo de 2015   |
|           | 3         | 22        | 22        | 29 de septiembre de 2015 | 17 de mayo de 2016   |
|           | 4         | 22        | 22        | 20 de septiembre de 2016 | 16 de mayo de 2017   |
|           | 5         | 22        | 22        | 1 de diciembre de 2017   | 18 de mayo de 2018   |
|           | 6         | 13        | 13        | 10 de mayo de 2019       | 2 de agosto de 2019  |
|           | 7         | 13        | 13        | 27 de mayo de 2020       | 12 de agosto de 2020 |

## Reparto y personajes

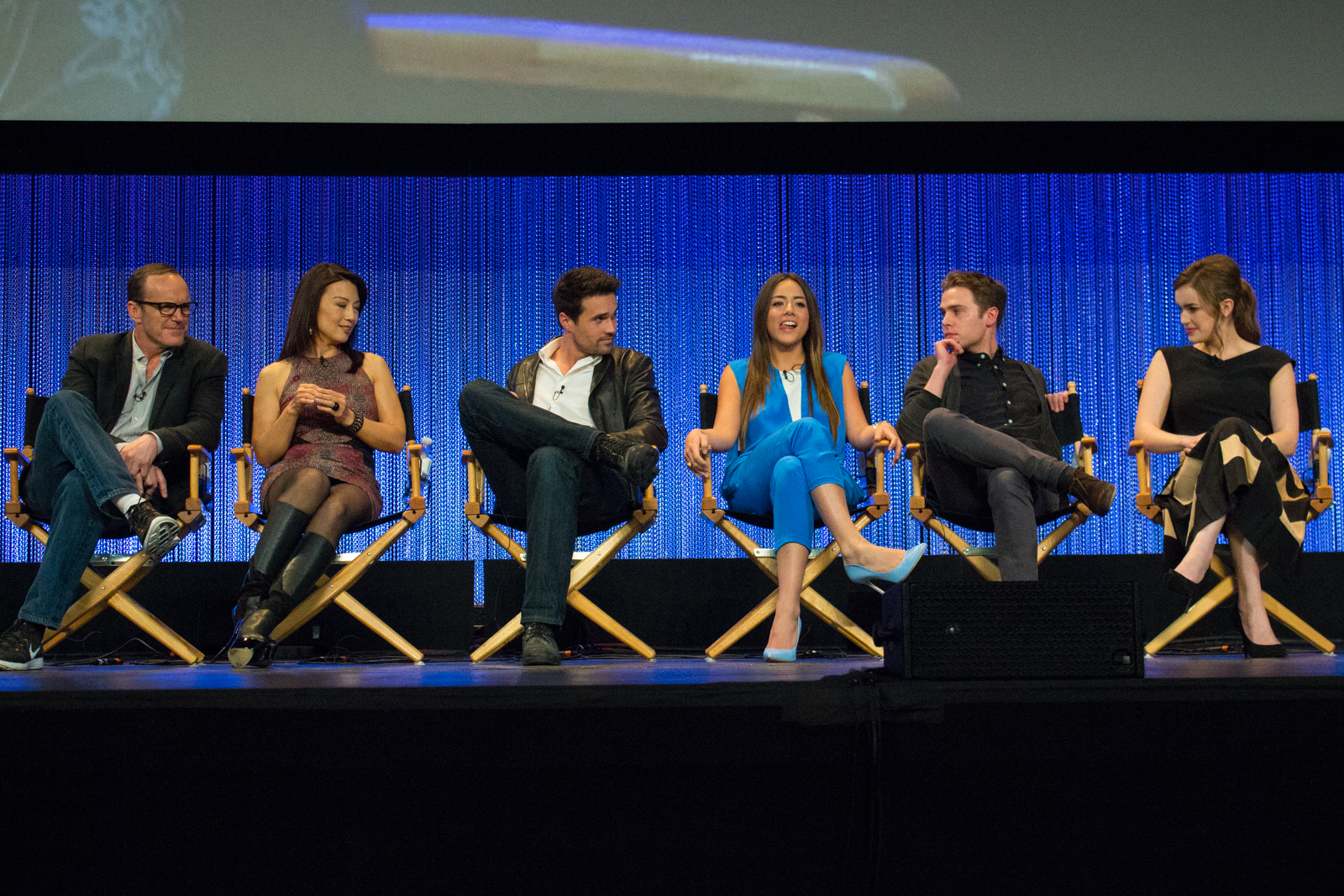
Los miembros del reparto de Agents of S.H.I.E.L.D. (I a D): Gregg, Wen, Dalton, Bennet, De Caestecker, y Henstridge) en el PaleyFest de 2014

- Clark Gregg como Phil Coulson y Sarge / Pachakutiq:
Coulson es un agente de S.H.I.E.L.D., y luego se convierte en el director de la organización.[19] En abril de 2013, Gregg acordó unirse a la serie después de escuchar la explicación del creador Joss Whedon sobre la resurrección de Coulson, luego de la muerte del personaje en The Avengers, que calificó de "fascinante" y "fiel al mundo de los comics".[20] Gregg abordó el ascenso de Coulson a director como si consiguiera el trabajo de sus sueños, lo que al mismo tiempo obligó al personaje a adoptar una actitud más sensata, como la de Nick Fury.[21] Después de ser poseído por el Espíritu de la Venganza en el final de la cuarta temporada, la sangre Kree que resucitó a Coulson se quemó y finalmente muere después del final de la quinta temporada.[10] Gregg interpreta a un nuevo personaje, Sarge, en la sexta temporada,[13] e interpreta a una versión Life Model Decoy de Coulson en la séptima temporada.[14]
- Ming-Na Wen como Melinda May:
Joss Whedon tenía el personaje, como un piloto de S.H.I.E.L.D. y experto en armas, apodado "la Caballería",[22] y originalmente incluido con el nombre Agente Althea Rice en las hojas de casting,[23] "dando vueltas en su cabeza" por mucho tiempo. A Wen se le dio una historia de fondo para que el personaje para que se preparara, pero no se le dijo cómo ganó su reputación;[24] con el pasado de May revelado en el episodio, «Melinda», Wen lo calificó como "devastador... Haber aprendido lo que tenía que hacer, por el bien de muchos... Puedo entender por qué la traumatizaría tanto y haría que retrocediera".[25] Wen llamó a May "poco convencionalmente maternal",[26] y dijo que es su relación con Coulson lo que la hace permanecer en S.H.I.E.L.D., a pesar de su pasado.[27]
- Brett Dalton como Grant Ward y Hive:
Ward es un agente de Hydra que se hace pasar por S.H.I.E.L.D. especialista en operaciones negras.[28][29] Desde la concepción de la serie se decidió que sería un traidor. ed Whedon explicó que querían tener una "infiltración basada en la traición" a pequeña escala para representar lo mismo que sucede a gran escala y hacer que la revelación de Hydra sea más personal para los personajes.[30][31] Dalton sintió que Ward siempre fue más leal a su superior de Hydra, John Garrett que a la propia Hydra, y que se convertiría más en un comodín después de la muerte de Garrett, aunque seguiría siendo un antagonista de S.H.I.E.L.D.[32][33] Ward es asesinado por Coulson en la tercera temporada,[34] y su cuerpo es poseído por un antiguo Inhumano, Hive.[6] Hive es asesinado en el final de la tercera temporada. Dalton regresó a la serie en su cuarta temporada para interpretar a Ward en el Framework[nota 1] de realidad virtual, donde es el novio de Johnson.[35] Austin Lyon interpreta a un joven Ward.[36]
- Chloe Bennet como Skye / Daisy Johnson / Quake:
Una Inhumana agente de S.H.I.E.L.D. con la capacidad de manipular vibraciones y crear terremotos.[3][23] El personaje de Skye siempre tuvo la intención de convertirse en la versión del MCU de Johnson, lo que tendría consecuencias para las relaciones del personaje con los otros agentes de S.H.I.E.L.D., especialmente Coulson.[37] Bennet sintió que el personaje era alguien que pondría su corazón en su manga mientras tenía cierto control sobre sus emociones.[38] Wen notó que el personaje pasa de ser "anti-establecimiento a convertirse repentinamente en alguien que quiere crear un establecimiento que ayudaría" a los Inhumanos.[26] En la tercera temporada, ya no se hace llamar "Skye" y gana su nombre público "Quake".[39][40]
- Iain De Caestecker como Leo Fitz:
Un agente de S.H.I.E.L.D. que se especializa en ingeniería, especialmente en tecnología de armas.[23][41] De Caestecker describió al personaje como "bastante apasionado por lo que hace" pero no emocionalmente inteligente.[42] Fitz tiene una estrecha relación con Simmons; De Caestecker dice que "simplemente encajan entre sí de una manera muy extraña".[43] El personaje sufre lesiones cerebrales al final de la primera temporada. Los escritores investigaron el trauma cerebral con médicos y expertos antes de abordarlo en la serie. De Caestecker también hizo su propia investigación y sintió que es "algo que nunca debe ser trivializado. Es algo real y serio... solo tenemos que ser respetuosos constantemente".[44]
- Elizabeth Henstridge como Jemma Simmons:
Una bioquímica de S.H.I.E.L.D. que se especializa en ciencias biológicas (tanto humanas como extraterrestres).[23][41] Henstridge describió a su personaje como "inteligente, enfocada y curiosa... tiene una relación maravillosa con Fitz. Como que rebotan entre sí".[45] A medida que Fitz y Simmons comienzan a pasar tiempo separados durante la serie, Henstridge señaló que "aporta una dinámica completamente nueva solo para ellos como personajes" ya que han sido casi inseparables desde el primer encuentro.[46] En el lado más duro de Simmons visto en temporadas posteriores, Henstridge señaló que el personaje "siempre ha sido muy matemático en cierto modo".[41] Simmons ha cambiado "profundamente" después de estar atrapada en el planeta Maveth durante seis meses.[47]
- Nick Blood como Lance Hunter:
Un mercenario antes de aceptar unirse a S.H.I.E.L.D.[48] Blood describió a Hunter como alguien que "no se inclina ante la etiqueta de la jerarquía de S.H.I.E.L.D.".[49] Luego explicó que el personaje se siente muy independiente, por lo que probablemente no quiera admitir que ya no se siente como un extraño. Además, "no tiene demasiado respeto por la autoridad y los títulos... Si Coulson hace algo que respeta, todo está bien. Si no lo hace, va a decir algo". Sobre la relación intermitente de Hunter con Bobbi Morse, Blood dijo: "Hay mucho de verdad en esas relaciones que tienes donde es como, no pueden vivir juntos, no pueden matarse entre ellos'".[50]
- Adrianne Palicki como Bobbi Morse:
Exesposa de Hunter y agente de S.H.I.E.L.D. quien pasó un tiempo encubierto dentro de Hydra.[51] Los showrunners se acercaron a Palicki específicamente para el papel durante la segunda temporada. Palicki ya tenía entrenamiento en artes marciales y armas, pero tuvo que aprender a usar los palos arnis característicos del personaje; notó similitudes entre el estilo de lucha de Morse y el de Viuda Negra de Scarlett Johansson de las películas del MCU.[52] El showrunner, Jeffrey Bell dijo que el personaje es más leal a una idea que a cualquier otra cosa, por lo que lo que puede parecer a corto plazo como una traición de su parte suele ser lo que ella ve como un bien mayor.[53]
- Henry Simmons como Alphonso "Mack" Mackenzie:
Un mecánico de S.H.I.E.L.D. que desconfía de lo extraterrestre y sobrehumano.[54] Simmons dijo que el personaje está más preocupado por contribuir a su manera y hacer su trabajo fuera del campo.[55] A Mack no le gusta la violencia, pero hace "lo que tiene que hacer".[56] Mack revela en la tercera temporada que confía en su "fe", lo que implica que es un cristiano.[57] Dee Hogan de The Mary Sue describió esto como "un retrato refrescantemente positivo de las personas de fe, ya que Mack demuestra la confianza tranquila y el amor en lugar de la agresión y el fanatismo que tan a menudo se asocian con él".[58] Mack se convierte en el nuevo director de S.H.I.E.L.D. en la sexta temporada.[59]
- Luke Mitchell como Lincoln Campbell:
Un Inhumano con la habilidad de manipular cargas eléctricas.[60] El personaje fue presentado porque la serie ya presentaba "un tipo sin ojos" y "una mujer que ahora está cubierta de espinas" pero, como los X-Men, hay también son Inhumanos que son "simplemente gente atractiva con poderes", por lo que Campbell los representa en la serie.[61] Campbell muere en el final de la tercera temporada,[40] haciéndolo el "Agente Caído" que la serie había estado provocando durante toda la segunda mitad de esa temporada.[62][63] La decisión se tomó porque los productores no querían "una serie de conteo de cadáveres, pero es un mundo real con riesgos reales".[64]
- John Hannah como Holden Radcliffe:
Un transhumanista que cree en la mejora de la humanidad a través de la mejora.[65][66] Radcliffe inicialmente trabajó con Hive antes de unirse a S.H.I.E.L.D., donde comienza a trabajar en la transferencia de su inteligencia artificial, AIDA a un Life Model Decoy, un viejo proyecto de S.H.I.E.L.D.[67]
- Natalia Cordova-Buckley como Elena "Yo-Yo" Rodriguez:
Una Inhumana colombiana que puede moverse a súper velocidad por un latido de su corazón, antes de regresar al punto de partida. Ella se une a regañadientes a S.H.I.E.L.D. y se convierte en parte de los Guerreros Secretos, y finalmente se acerca a Mack, quien le da el apodo de "Yo-Yo".[68][69] Cuando interpretó al personaje por primera vez, Cordova-Buckley sonreía cada vez que Rodríguez estaba a punto de usar sus habilidades, para mostrar un subidón de adrenalina y la sensación de tener tal poder. Después de las respuestas positivas de los fanáticos a esto, la actriz transformó este rasgo en una personalidad más traviesa para el personaje.[70]
- Jeff Ward como Deke Shaw: Un "carroñero pícaro" en la estación espacial, el Faro en el año 2091,[71] que regresa al presente con el equipo de S.H.I.E.L.D. y descubre que es el nieto de Fitz y Simmons.[72]

## Producción

### Desarrollo
Después de que The Walt Disney Company comprara Marvel Entertainment en 2009, anunciaron que se estaba formando una división de Marvel Television, bajo el mando de Jeph Loeb. En los meses siguientes, se desarrollaron varios pilotos basados en cómics del catálogo de Marvel. En julio de 2012, Marvel Television entró en conversaciones con la propiedad de Disney, ABC, para hacer una nueva serie ambientada en el Universo cinematográfico de Marvel (MCU). La serie se describió como "'el núcleo de una idea' con una serie de escenarios explorados, incluido un programa policial de alto concepto". El 7 de agosto de 2012, Joss Whedon fue anunciado para participar en el desarrollo de la serie. Whedon había escrito y dirigido la exitosa película del MCU, The Avengers (2012). El 8 de agosto, Whedon, junto con su hermano Jed y su cuñada Maurissa Tancharoen, se reunieron con Loeb para presentarle su idea para la serie, con reuniones en los días siguientes con ABC Studios y la cadena ABC. A fines de agosto, ABC ordenó un piloto para una serie llamada S.H.I.E.L.D., para ser escrita y dirigida por Joss Whedon, con Jed Whedon y Tancharoen también escribiendo. El CEO de Disney, Bob Iger dio luz verde a la serie después de ver el cortometraje Marvel One-Shot, Item 47.
En abril de 2013, ABC anunció que la serie se titularía Marvel's Agents of S.H.I.E.L.D., y se ordenó oficialmente para una temporada completa de 22 episodios en mayo de 2013. Jed Whedon, Tancharoen y Jeffrey Bell fueron los showrunners de la serie, con Bell uniéndose al programa para ayudar al anterior par sin experiencia a contratar miembros del equipo y "navegar por la política de los estudios y las cadenas", diciendo: "Mi trabajo es ayudarlos a aprender cómo hacer eso, dirigir el barco mientras aprenden". Joss Whedon los ayudó antes de comenzar a trabajar en la secuela Avengers: Age of Ultron (2015). La serie se renovó para una segunda temporada en mayo de 2014, una tercera en mayo de 2015, y una cuarta en marzo de 2016.
En septiembre de 2016, al hablar sobre el eventual final de la serie, Tancharoen dijo: "Siempre sigues adelante. Hasta que alguien nos diga que nos detengamos, seguiremos avanzando". Jed Whedon agregó: "Siempre hay ideas en el fondo de tu mente sobre cómo lo terminarías cuando dicen: 'Eso es todo, muchachos', pero todavía no hemos llegado". Se ordenó una quinta temporada en mayo de 2017, y Bell dijo que tenían "una idea de cómo nos gustaría que terminara el programa cuando termine. Solo necesitamos saber cuándo llegará ese momento para que podamos desarrollarlo correctamente". Jed Whedon continuó: "Nuestro objetivo es saberlo con anticipación, porque nos encantaría aterrizar la historia de una manera que sea satisfactoria". Los escritores tenían la intención de que el episodio final de la quinta temporada servir como final de temporada y de serie, con algunos elementos que podrían ajustarse en función de si la serie se renovaría para una sexta temporada o no. Whedon agregó: "Estamos listos para si este es el final. Definitivamente vamos a hacer que sea gratificante de cualquier manera". A pesar de esto, la serie se renovó para una sexta temporada en mayo de 2018, y para una última y séptima temporada en noviembre de 2018. Whedon comparó estas dos temporadas con niveles de bonificación en un videojuego, lo que permitió a los escritores tener "un poco de libertad".

### Guion
La idea de [Coulson] como el sufrido burócrata que lidia con la insoportabilidad de Tony Stark es encantadora y toca el núcleo de algo sobre lo que también escribo todo el tiempo: el tipo pequeño contra la gran organización sin rostro... y eso es lo que encarna Clark Gregg: el hombre común.
Joss Whedon, Creador sobre los temas subyacentes de la serie.

Bell explicó que él, Jed Whedon y Tancharoen supervisan todas las decisiones creativas de la serie, a menudo consultando con Loeb. Cuando los showrunners están escribiendo la serie, una persona puede escribir un guiOn mientras que las otras dos dividen historias, de modo que una historia se puede dividir cada pocas semanas. Si los productores ejecutivos aprueban una historia, un miembro de la sala de escritores de la serie produce un esquema, obtiene notas de los showrunners, escribe un guion completo, recibe notas de ABC y el equipo de producción, y luego se va al set para producir el episodio.
En enero de 2013, Joss Whedon desvió cualquier influencia directa de otras series, como los esfuerzos de Fox Mulder y Dana Scully en The X-Files, y explicó que mientras el programa involucraría a personas con poderes y el espectáculo de la narración de historias de ciencia ficción, se centraría en "las personas periféricas... las personas en los límites de las grandes aventuras". Como la serie comenzó a presentar a personas más poderosas, Bell señaló que el público "parece responder a las personas poderosas en el programa y aunque no va a tomar el control y convertirse en lo que trata el programa, como una textura y sabor de las historias, realmente lo disfrutamos." Jed Whedon declaró que la serie continuaría enfatizando la respuesta del público en general a las personas con poderes, diciendo: "La dinámica en el mundo ha cambiado. Había una persona con poderes, y luego por The Avengers había tal vez seis en total... ahora son mucho más frecuentes, así que hay una reacción del público basada en eso".
Sobre el equilibrio entre la creación de material nuevo y el dibujo de la mitología existente, Bell señaló que contar historias que puedan entretener tanto a los fanáticos de Marvel como a los que no son fanáticos de Marvel es un desafío y que para la serie, intentan agregar guiños a las películas del MCU o los cómics en una manera que funciona bien por sí sola para todos los espectadores, pero que también podría significar más para un fanático. Sobre dónde la serie puede basarse en los cómics, Jed Whedon explicó que hay áreas de los cómics que a la serie no se le permite ir y que, en última instancia, solo usan los cómics como inspiración para generar su propia historia. Tancharoen explicó que "siempre nos inspiraremos e influenciaremos en los cómics, pero, por supuesto, en el programa, siempre le daremos nuestro toque". Acerca de las comparaciones entre el alcance de la serie y el de las películas, Bell dijo que ABC y Marvel habían sido muy generosos con el presupuesto de la serie, y que la producción no podía quejarse para ser una serie de canal, pero que no era nada en comparación con las películas o incluso series como Game of Thrones. Explicó que la serie intenta crear "momentos Marvel" lo mejor que puede, pero señaló que algunos de los momentos más memorables de las películas son momentos de personajes más pequeños, algo que funciona muy bien en la televisión, por lo que la serie se esfuerza por aquellos en los que no puede permitirse un mayor alcance y escala. Jed Whedon explicó que miran una secuencia y tratan de mantener solo lo que se requiere para contar la historia, por lo que "si un monstruo aterriza en un coche, en lugar de mostrar todo el monstruo saltando por el horizonte, queremos estar en el coche con el personaje teniendo esa experiencia".
La actriz Ming-Na Wen atribuyó el cambio de horario entre la primera y la segunda temporada (de las 8 p. m. [EST] a las 9 p. m. [EST]) para permitir a los guionistas "la oportunidad de ser más serio con ciertos temas, un poco más intenso con las escenas de lucha" en la segunda temporada, ya que la primera temporada tuvo que ser más reservada debido a que se emitió durante un horario familiar. En septiembre de 2015, Bell recordó las dos primeras temporadas y habló sobre los desafíos y los cambios en la serie. Notó la recepción negativa de los fanáticos con respecto a la baja cantidad de personajes reconocibles como Coulson, pero señaló que a los fanáticos parecía haberles gustado los personajes originales de la serie a medida que se desarrollaban con el tiempo. Explicó que con el número cada vez mayor de personajes y relaciones complejas en la serie, tener diferentes parejas y construir nuevas relaciones emocionales era importante, y afirmó que "ya sea un momento tranquilo o en acción, esperamos profundizar el amor de la audiencia y preocupación y esperanzas para estos personajes". Un año más tarde, reiteró la intención del productor de crear una tradición de "encontrar nuevas combinaciones y nuevos conflictos" entre diferentes conjuntos de personajes, dada "a muchos dramas procesales ven a las mismas personas haciendo lo mismo durante cinco años y el personaje no evoluciona ni cambia en absoluto."
Los productores y escritores formaron inicialmente un plan general para el programa hasta el final de una tercera temporada, luego de leer los guiones de las próximas películas del MCU. En mayo de 2016, Chloe Bennet comparó el final de la tercera temporada al "final del primer libro de S.H.I.E.L.D.... el final de algo más grande y el comienzo de un tono completamente nuevo para el programa". Explicó que "las historias que comenzamos al comienzo de la temporada 1 realmente terminaron al final de la temporada 3. Hemos tenido algunas pérdidas importantes de personas que han estado con nosotros en el programa desde la temporada 1. Desde la lectura de la tabla hasta el primer día en listo, definitivamente hay una nueva energía en el programa". La serie se movió al horario posterior de las 10 p. m. para la cuarta temporada. Jed Whedon dijo que los escritores esperaban "sesgarse un poco más oscuro" debido a este cambio, y Loeb agregó que "absolutamente ofrece oportunidades. No sé si cambia las cosas tan dramáticamente [aunque]. Quiero decir, al final del día, Marvel siempre va a hacer programas que se ejecuten en algún lugar entre PG-13 y PG-16. No vamos a hacer Deadpool prontamente en [ABC]." Marvel "tuvo una larga conversación con ABC sobre qué podemos hacer, por así decirlo" en el nuevo intervalo de tiempo, lo que llevó a la inclusión de Ghost Rider en la temporada, que hacerle una serie de televisión de Netflix, porque Marvel sintió que "este personaje era el correcto para contar historias [más oscuras y más violentas] en este momento" y tenerlo en S.H.I.E.L.D. ayudó porque "era tan inesperado". Loeb esperaba que la combinación de la franja horaria posterior y la introducción de Ghost Rider llevara a algunos espectadores que habían dejado de ver la serie durante las temporadas anteriores a darle otra oportunidad.

### Casting
Sarah Halley Finn, la directora de casting de las películas del MCU, junto con su asociada Tamara Hunter, se desempeñaron como directoras de casting durante la primera temporada. En octubre de 2012, se envió una hoja de casting para cinco papeles principales, y Finn estableció oficinas en Londres, Australia, Nueva York, Vancouver, Toronto y Los Ángeles para audicionar actores. : 21  En la New York Comic Con, Joss Whedon, Kevin Feige y Clark Gregg anunciaron que Gregg repetiría su papel como agente Phil Coulson de Iron Man, Iron Man 2, Thor, The Avengers y Marvel One-Shots en el piloto, y "encabezaría" la serie. También en octubre, la actriz Ming-Na Wen fue elegida como Melinda May. El mes siguiente, Elizabeth Henstridge y Iain De Caestecker fueron elegidos como Jemma Simmons y Leo Fitz, respectivamente, mientras que el actor emergente, Brett Dalton fue elegido como Grant Ward. Dalton ganó 15 libras (6,8 kg) de músculo antes del inicio del rodaje para el papel.: 21  En diciembre, Chloe Bennet fue elegida entre más de 400 actrices para interpretar a Skye, la sexta y última miembro del elenco principal de la primera temporada. Bell llamó al personaje "la más difícil de encontrar", ya que debe ser "la heroína de Whedon por excelencia: fuerte, inteligente y consciente de sí misma", que era difícil de encontrar en un joven de 20 años.: 25  Skye se revela en la segunda temporada como Daisy Johnson, y ya no pasa por "Skye" a partir de la tercera.
En la Convención Internacional de Cómics de San Diego de 2014, se anunció que Nick Blood interpretaría el papel de Lance Hunter para la segunda temporada, mientras que se reveló que el personaje Bobbi Morse aparecería. Ese agosto, Henry Simmons se unió al elenco como Alphonso "Mack" Mackenzie, un papel recurrente, y Adrianne Palicki fue elegida como Morse en un papel invitado, para aparecer por primera vez en el episodio «A Hen in the Wolf House». Al mes siguiente, se confirmó que todo el elenco principal de la primera temporada sería principal para la segunda temporada, junto con Blood. Palicki se unió a ellos con el episodio «Aftershocks». En febrero de 2015, Luke Mitchell fue elegido como Lincoln Campbell, un papel recurrente para la segunda mitad de la temporada.
Todos los miembros principales del reparto de la segunda temporada regresaron para la tercera temporada, con Simmons y Mitchell uniéndose a ellos, ascendidos de sus roles recurrentes. En octubre de 2015, se introdujo la inhumana, Hive; para la segunda parte de la tercera temporada, posee el cadáver de Grant Ward, nuevamente interpretado por Brett Dalton. También se presentaron Natalia Cordova-Buckley y John Hannah, recurriendo como Elena "Yo-Yo" Rodriguez y Holden Radcliffe, respectivamente. Blood y Palicki dejaron el elenco principal después del episodio de la tercera temporada, «Parting Shot», para protagonizar el programa derivado planeado en ese momento Marvel's Most Wanted. Dalton y Mitchell también abandonaron tras la muerte de sus personajes en el final de la tercera temporada.
Gregg, Wen, Bennet, De Caestecker, Henstridge y Simmons regresaron para la cuarta y quinta temporada. Hannah se unió a ellos en la cuarta, con Cordova-Buckley una vez más como Rodríguez recurriendo en la temporada, antes de ser promovida a principal para la quinta temporada. Dalton regresó como invitado durante la tercera cápsula de la cuarta temporada, «Agents of Hydra», mientras que Blood regresó para un episodio de la quinta temporada. Introducido en la quinta temporada fue Jeff Ward, quien recurrió como Deke Shaw.
Wen, Bennet, De Caestecker, Henstridge, Simmons y Cordova-Buckley regresan para la sexta y séptima temporada, y se les unió Ward. Dados los eventos del episodio final de la quinta temporada, en el que se da a entender que Coulson muere, Gregg señaló que "hay cierto interés en que me involucre" en la sexta temporada, posiblemente con flashback, y tampoco estaba seguro de si sería principal en la serie, en caso de que regresara, como lo había sido durante las cinco temporadas anteriores. Gregg finalmente regresó como un personaje principal en la sexta temporada interpretando a un nuevo personaje, Sarge. Para la séptima temporada, Gregg interpreta una versión Life Model Decoy (LMD) de Coulson, mientras que De Caestecker está ausente durante gran parte de la temporada debido a conflictos de agenda con compromisos anteriores, apareció por primera vez en el undécimo episodio de la temporada; se le acredita como invitado especial estrella por sus apariciones en la temporada.

### Diseño

#### Vestuario
Betsy Heimann fue la diseñadora de vestuario del piloto, pero dejó la serie por compromisos cinematográficos. La diseñadora de vestuario asistente Ann Foley se hizo cargo de los episodios posteriores y trabajó en estrecha colaboración con Tancharoen para crear "personajes muy fuertes y diferentes" cuyo "aspecto evoluciona junto con la serie". Foley también trajo a los artistas conceptuales, Phillip Boutte Jr. y Josh Shaw para ayudar con el proceso de diseño. Foley vio todas las películas del MCU, prestando especial atención a The Avengers, y también se inspiró en películas como Skyfall (2012) y Mission: Impossible – Ghost Protocol (2011). En octubre de 2016, Foley dijo que estaba siguiendo específicamente la estética de Captain America: The Winter Soldier (2014), "Así que cualquier disfraz tiene que encajar dentro de ese mundo que hemos establecido y tiene que encajar en ese aspecto táctico." Sobre la variedad de disfraces creados para cada personaje, Foley prefirió tener piezas en los "armarios" de los personajes, ya que "no es un desfile de moda... un tipo como Ward no va a tener veinte chaquetas en su armario. Tendrá uno que usará todo el tiempo".
Después de leer cada guion, Foley hacía su propia investigación, antes de discutir la apariencia del episodio con los escritores. Luego estudió los cómics, la moda general y la historia para obtener una apariencia reconocible para los fanes, pero encaja en el mundo más realista de la serie. Los disfraces se fabrican a medida o se compran, y los actores se someten a pruebas antes del rodaje. Este proceso fue a menudo desafiante debido al programa de ocho días por episodio de la serie. Foley afirmó que todos los disfraces toman la misma cantidad de tiempo para crearse, ya sea que estén basados en los cómics o no. El director de Comunicaciones de Marvel, Joe Quesada está involucrado en el proceso de aprobación cuando se viste a personajes preexistentes, incluido el traje de Quake de Daisy Johnson, que se presenta en el tercera temporada. El traje de Quake incorpora elementos de la versión de cómics del personaje, y tenía la intención de mostrar que Quake "podría ser fácilmente parte de los Vengadores". Foley tomó medidas para diferenciar el traje de Quake de los disfraces de Viuda Negra de Scarlett Johansson de las películas, pero se sintió "halagado" por las comparaciones hechas entre ellas. Foley también se mostró inflexible en mostrar que personajes como Quake "no tienen que ser sexualizados, que son mujeres fuertes y poderosas", y por lo tanto evitó "muchos escotes, y no se ve tacones altos". Se trata de practicidad."
El vestuario pasa por una evolución natural en la serie. Hay un cambio al final de la primera temporada hacia un aspecto más oscuro, y todos los personajes "definitivamente han crecido" durante la segunda temporada. En la tercera temporada hay otro cambio, "del heterogéneo grupo de soldados y científicos a [un] conjunto militarista más preciso". Este cambio también se refleja en la paleta de colores de la serie, pasando de "un tono mucho más claro, muchos más estampados" en la primera temporada a haberse "despojado un poco de color" en la tercera. A pesar de esta creciente oscuridad en el vestuario, Foley pretendía definir cada personaje a medida que se presenta y que siempre sea reconocible e identificable. Con el comienzo de la cuarta temporada, Foley dijo que "cada temporada definitivamente tiene su propia sensación y esta temporada no será diferente. Creo que van a ver algunas sutiles diferencias en el vestuario de los personajes”; sintió que Fitz y Simmons, en particular, se habían vuelto "más adultos", mientras que todo el elenco tenía "un aspecto civil bastante específico" que se volvería más prominente como S.H.I.E.L.D. se vuelve a legitimar y se vuelve más pública. Foley dejó la serie después del decimotercer episodio de la cuarta temporada, para trabajar en la serie de televisión Altered Carbon, y fue reemplazada por Amanda Riley. Riley usó su experiencia previa en la recreación de disfraces para "fundirse" con el aspecto establecido de Foley. Foley regresó para los dos primeros episodios de la quinta temporada, antes de entregar el diseño de vestuario a Whitney Galitz, quien había ayudado Foley en las temporadas anteriores y Christann Chanell. Galitz finalmente se convirtió en la única diseñadora de vestuario de la serie, antes de que Jessica Torok se le uniera durante la séptima temporada. Torok se hizo cargo de la segunda mitad de la temporada después de que Galitz dejara la serie para dar a luz a su hija.

#### Efectos prácticos
El departamento de utilería de la serie fue dirigido por Scott Bauer. El piloto presenta el cañón de riel emisor de cartuchos incapacitantes, o I.C.E.R., armas tranquilizantes que los agentes suelen utilizar, y Joss Whedon hace que Bauer diseñe armas de aspecto de "ciencia ficción", incluida una gran arma similar a un rifle. La representación adicional de la serie de los I.C.E.R. fue más sutil, con Bauer usando pistolas de airsoft que son seguras para disparar a otros a una distancia pequeña. Luego, el departamento de efectos visuales agrega destellos específicos de I.C.E.R. Bauer reutilizó el accesorio del rifle I.C.E.R. al hacer la «Shotgun Axe» de Mack, que aparece en temporadas posteriores. Los cristales terrígenos que desbloquean habilidades inhumanas en la serie se imprimen en 3D a partir de resina sólida y luego se modifican con detalles adicionales. Los efectos prácticos y accesorios adicionales fueron creados por Legacy Effects, que también trabajan en las películas del MCU, en particular, creando los guanteletes de Daisy Johnson para la tercera temporada. El maquillaje protésico para la serie está diseñado en conjunto con Glenn Hetrick de Optic Nerve Studios. Hetrick comenzó a trabajar en la serie con la segunda temporada, para crear el aspecto inhumano de Raina, y regresó para la tercera temporada para diseñar y crear el de aspecto más inusual de Inhumanos como Lash.

#### Títulos
A lo largo de la serie, Agents of S.H.I.E.L.D. "[se hizo] conocida por su uso característico de tarjetas de título cambiantes" para reflejar la historia que se cuenta y definiría "una era específica de la serie". La tercera temporada presenta una nueva secuencia de título para la serie, reemplazando la que apareció en las dos primeras temporadas. La secuencia de título en el quinto capítulo de la tercera temporada, «4,722 Hours» es drásticamente diferente del diseño presentado para la tercera temporada, con el título de la serie en el tipo de letra del episodio que se desvanece silenciosamente en la pantalla sobre el fondo del planeta en el que Simmons está varado. La cuarta temporada ve nuevas tarjetas de título de serie para las cápsulas, Ghost Rider y LMD, y una tarjeta de título clásica de Agents of S.H.I.E.L.D. para la cápsula Agents of Hydra que cambia para decir Agents of Hydra para episodios ambientados principalmente en el Framework. El gráfico Ghost Rider se usa nuevamente para el final de la cuarta temporada.
Para la quinta temporada, la apertura del episodio doble «Orientation» recuerda a la secuencia de «4,722 Hours», olvidando a la tarjeta de título y haciendo que el tipo de letra se desvanezca silenciosamente en la pantalla. Los episodios posteriores de la quinta temporada presentan una tarjeta de título con el nombre de la serie en un nuevo tipo de letra contra un fondo de varias representaciones de la Tierra: los episodios hasta el décimo, «Past Life», presentan una Tierra futura destruida; episodios desde el décimo tercero, «Principia» hasta el décimo cuarto «The Devil Complex» presentan una Tierra presente; mientras que los episodios desde el décimo quinto, «Rise and Shine» hasta el décimo octavo, «All Roads Lead...» muestran cómo la Tierra comienza a resquebrajarse. Cada episodio de la séptima temporada presenta una tarjeta de título y una apertura diferentes para reflejar el período de tiempo y el género del episodio.

### Rodaje
La producción del piloto se llevó a cabo casi en su totalidad en Los Ángeles para adaptarse a la agenda de Joss Whedon, mientras que el resto de la serie se filmó principalmente en Culver Studios en Culver City, California. También se han realizado filmaciones en todo el mundo, incluso en París, Francia, Estocolmo, Suecia, y Viejo San Juan, Puerto Rico. Agents of S.H.I.E.L.D.  usó el título provisional R.A.G.T.A.G. a lo largo de su producción. La serie está filmada en cámaras Arri Alexa, con David Boyd actuando como director de fotografía en el piloto, y Feliks Parnell, Jeff Mygatt y Allan Westbrook lo hicieron durante el resto de la serie. Garry Brown es el director de la segunda unidad de la serie, con acrobacias coordinadas por Tanner Gill. La serie está filmada en resolución 2K.

### Efectos visuales
FuseFX es el principal proveedor de efectos visuales de Agents of S.H.I.E.L.D., con trabajo adicional de Pixomondo, CoSA VFX, Greenhaus GFX, Lion VFX y Synaptic. La serie ve un promedio de 80 a 150 tomas de efectos visuales por episodio, con 10 a 12 días para trabajar en los efectos de un episodio una vez que las placas de fondo se han recibido de la filmación. Esto equivale a aproximadamente 2000 tomas de efectos visuales por temporada. Mark Kolpack se desempeña como supervisor de efectos visuales de la serie. David Altenau fue el supervisor interno de FuseFX para «Pilot» hasta el episodio ocho, y Kevin Lingenfelser se hizo cargo de los episodios posteriores. La productora de efectos visuales, Andrea D'Amico se unió al equipo en FuseFX para trabajar en la serie en diciembre de 2015. Se establecieron dos equipos creativos y de gestión de producción separados para trabajar en el programa, y los productores, compositores y varios artistas pudieron alternar episodios. Esto fue importante porque había que trabajar en la mayoría de los episodios al mismo tiempo, ya sea dos o tres a la vez. Los efectos típicos de la serie incluyen la creación de animación de efectos de conducción de personajes, vehículos, extensiones de escenarios generados por computadora, pirotecnia y efectos atmosféricos. Algunos activos, como un Quinjet y Helicarrier, son compartido de Industrial Light & Magic, aunque "esos modelos son generalmente muy pesados y densos con datos" y deben ser "compatibles con HD o simplemente manejables para trabajar en [un] horario de TV".

### Música
Bear McCreary confirmó que compondría música para la serie en julio de 2013. A diferencia de algunas de sus partituras anteriores, ABC y Marvel permitieron que McCreary trabajara con una orquesta sinfónica completa, normalmente con 50 o 70 músicos, con más de 90 para episodios "importantes". La grabación de la orquesta para la serie tuvo lugar en Eastwood Stage de Warner Bros. Studios, Barbra Streisand Scoring Stage de Sony Pictures Studios, y Newman Scoring Stage de Twentieth Century Fox Studios. También se utilizó una compleja programación de sintetizadores para darle a la partitura "un toque moderno".
Como Agents of S.H.I.E.L.D. fue la primera serie de televisión del MCU, McCreary sintió que había "una sensación de que tenía que conectarse" con el sonido de orquesta constante de las películas pero visto a través de una lente de televisión. McCreary compone en promedio 30 minutos de música por episodio. Crear el tema principal de la serie, que McCreary también vio como el tema de Coulson, fue un proceso que requirió mucha colaboración con los productores ejecutivos, que querían un sonido específico: "algo grande, que... perteneciera al Universo cinematográfico de Marvel", pero también "íntimo porque no son superhéroes, son personas normales". McCreary tuvo que esforzarse más para que el tema se escuchara, dado que el programa no tiene una secuencia de título tradicional. Para la tercera y cuarta temporada, McCreary señaló que "la partitura se volvió un poco más intensa y más impulsada electrónicamente... Electrónica realmente pasó a primer plano a medida que nos adentramos en más historias sobre los Inhumanos y el mundo digital que habitan nuestros personajes. Pero la orquesta siempre es nuestra base".
En 2014, después de trabajar como pasante para McCreary, se le pidió a Jason Akers que proporcionara música adicional para la serie. McCreary contrató a Akers como miembro del personal a tiempo completo en 2015 y comenzó a tener más aportes artísticos en la música de la serie. Akers aparece acreditado como cocompositor junto a McCreary en la séptima temporada. Algunas de las piezas favoritas de McCreary de la serie incluyen «Cello Concerto» del decimonoveno episodio de la temporada 1, «The Only Light in the Darkness», y piezas que tenían "desviaciones masivas", como la música para Ghost Rider, la realidad de Framework y el viaje al espacio exterior.

#### Álbum de la banda sonora original
En septiembre de 2014, McCreary anunció que había planes para una banda sonora de Agents of S.H.I.E.L.D., que fue lanzada digitalmente un año después por Marvel Music, el 4 de septiembre de 2015, y en CD el 9 de octubre. Con música de las dos primeras temporadas, la banda sonora fue escrita y producida por McCreary y Steven Kaplan, con el álbum producido por Joe Augustine con McCreary. Toda la música compuesta por Bear McCreary. Steve Bartek toca la guitarra en «Aftermath of the Uprising», Eric Byers toca el violonchelo en «Cello Concerto», y la esposa de McCreary, Raya Yarbrough, proporciona la voz en «Alien DNA». La columna de episodios en la siguiente tabla indica en qué episodio(s) se presentó la música.
| Marvel's Agents of S.H.I.E.L.D. (Original Soundtrack Album) |                                   |                                                 |          |  |
| N.º                                                         | Título                            | Episodio(s)                                     | Duración |  |
| 1.                                                          | «Agents of S.H.I.E.L.D. Overture» |                                                 | 2:51     |  |
| 2.                                                          | «Showdown at Union Station»       | «Pilot» y «The Bridge»                          | 6:58     |  |
| 3.                                                          | «0-8-4»                           | «0-8-4»                                         | 9:02     |  |
| 4.                                                          | «Rocket Launch»                   | «0-8-4»                                         | 3:03     |  |
| 5.                                                          | «The Obelisk»                     | «Shadows»                                       | 3:56     |  |
| 6.                                                          | «Aftermath of the Uprising»       | «Turn, Turn, Turn»                              | 4:37     |  |
| 7.                                                          | «Gravitonium»                     | «The Asset»                                     | 4:20     |  |
| 8.                                                          | «Cal»                             | «One of Us»                                     | 2:42     |  |
| 9.                                                          | «Cello Concerto»                  | «The Only Light in the Darkness»                | 4:49     |  |
| 10.                                                         | «Willing to Sacrifice»            | «Shadows»                                       | 4:32     |  |
| 11.                                                         | «Alien DNA»                       | «The Well», «Beginning of the End», y «Shadows» | 5:58     |  |
| 12.                                                         | «FZZT»                            | «FZZT»                                          | 3:51     |  |
| 13.                                                         | «Garrett»                         | «T.A.H.I.T.I.»                                  | 2:09     |  |
| 14.                                                         | «Hail Hydra»                      | «Turn, Turn, Turn»                              | 1:47     |  |
| 15.                                                         | «Helicopter Rescue»               | «Beginning of the End»                          | 2:05     |  |
| 16.                                                         | «Terrigen Crystals»               | «Scars»                                         | 4:21     |  |
| 17.                                                         | «The Big Bang»                    | «Beginning of the End»                          | 7:05     |  |
| 18.                                                         | «The Rising Tide»                 | «Pilot»                                         | 3:46     |  |

#### Futuros álbumes
Con respecto al lanzamiento de música adicional de la serie, McCreary dijo en agosto de 2020 que no había planes inmediatos pero que "le encantaría que eso sucediera", dado que había estado esperando hasta que la serie concluyera para evaluar todo lo que se había producido para posibles versiones futuras. También esperaba recibir comentarios de los fanáticos sobre piezas de música que les gustaría escuchar en un lanzamiento además de las pistas que McCreary querría.: 28:52–30:44 

### Conexiones al Universo cinematográfico de Marvel
Somos parte del Universo cinematográfico de Marvel, así que... presentamos nuestras cosas a Kevin Feige y su grupo de cine para ver si hay algo que podamos vincular, para ver si les parece bien que usemos un personaje o un arma[, etc.]
El productor ejecutivo, Jeffrey Bell en septiembre de 2014, explicando el proceso de trabajo con el UCM.

En julio de 2013, Jed Whedon dijo que la serie trabajaría en conjunto con las películas de Marvel, tanto pasadas como futuras, para entrelazarse entre las películas y "tratar de hacerlas más gratificantes en ambos extremos". Explicó que cada proyecto de Marvel tiene la intención de ser independiente primero antes de que haya algún entrelazamiento, y señaló que la serie tiene que trabajar con la división de películas y estar al tanto de sus planes para no interferir al presentar a alguien o algo al universo. Bell explicó que esto era preferible para que las personas que no ven las películas puedan seguir la serie, y viceversa. Afirmó que "ABC y Marvel quieren que la serie pueda tener sentido por sí misma", pero que era beneficioso para las películas que la serie llenara los "vacíos" para ellos, debido a que tenía que ser "grande" y moviéndose "rápidamente a través de muchas piezas enormes", a diferencia de la televisión, que tiene tiempo para lidiar con más matices.
En enero de 2016, Joss Whedon señaló que este proceso "desafortunadamente solo significa que el programa de televisión obtiene, ya sabes, sobras". Afirmó que, por ejemplo, el equipo creativo de la serie inicialmente quería usar el cetro de Loki de The Avengers pero no pudo debido a los planes de Whedon para ello en Age of Ultron. Sobre cómo cambió su capacidad para conectarse con las películas a lo largo de la vida de la serie, Jed Whedon dijo: "La regla cuando comenzamos era que no podíamos decir nada sobre espías, no podíamos decir nada sobre Hydra, no podíamos tener IA ni robots ni nada por el estilo, porque todo eso saldría en películas ese año o el año siguiente. Desde entonces, han volado esas puertas de par en par". Agregó: "Tenemos rienda suelta [en lo que la serie puede introducir y conectarse]; simplemente no podemos ir a ningún lado al que van [las películas]. Conocen sus historias mucho más que nosotros, lo cual es bueno para nosotros para preparar cosas que sabemos que les llegarán o evitar cosas que quieren que sean especiales en la pantalla grande. Mientras no estemos cubriendo las bases que ellos van a cubrir, no nos han dicho "no" tanto". Como ejemplo, Whedon señaló la historia de Framework de la cuarta temporada como "algo que es bastante significativo en nuestro mundo, pero también es un pequeño remolino en el río que no afecta nada más porque es un universo alternativo. Así que ese tipo de historias nos ayudan ir a lo grande sin enviar ondas a través de todo el UCM". En mayo de 2016, Chloe Bennet se quejó de que Marvel no reconocía a Agents of S.H.I.E.L.D. en su universo cinematográfico, a pesar de pretender que las películas y las series de televisión estaban todas conectadas; expresó interés en ver a los Vengadores en la serie.
La serie imita las escenas poscréditos de las películas con 'etiquetas finales', comenzando con el segundo episodio de la primera temporada, «0-8-4» que presenta un cameo de Samuel L. Jackson como Nick Fury. Bell explicó: "A veces será divertido, a veces será una cuestión de mitología... o una pequeña revelación adicional sobre" el episodio. La etiqueta final del decimosexto episodio de la primera temporada, «End of the Beginning» es una escena "tomada directamente" de Captain America: The Winter Soldier.
El primer episodio importante relacionado con la serie con el MCU más amplio fue el octavo episodio de la primera temporada, «The Well», que comienza inmediatamente después de Thor: The Dark World (2013). Los episodios «End of the Beginning» y «Turn, Turn, Turn», el decimoséptimo episodio de la primera temporada, giran en torno a los eventos de Capitán América : The Winter Soldier, lo que condujo a una reorganización de la serie. Las secuencias de flashback en el primer capítulo de la segunda temporada, «Shadows» y el octavo episodio de la segunda, «The Things We Bury» con Hayley Atwell como Peggy sirvieron como marketing y preparación para la serie de televisión Agent Carter. Los eventos de los decimoctavo y decimonoveno episodios de la segunda temporada, «The Frenemy of My Enemy» y «The Dirty Half Dozen» llevaron a la secuencia de apertura de Avengers: Age of Ultron, mientras que vigésimo episodio, «Scars» trata sobre la secuelas de esa película. La tercera temporada sigue temas similares a la película Capitán América: Civil War (2016), centrándose en las personas poderosas y las diferentes respuestas a ellas, que conduce al vigésimo episodio de la tercera temporada, «Emancipation», que tiene lugar después de la película y muestra cómo sus eventos afectan a los personajes potenciados de la serie.
El decimocuarto episodio de la primera temporada, «T.A.H.I.T.I.» presenta la raza alienígena Kree al UCM, cuyos miembros juegan un papel importante en Guardianes de la Galaxia (2014). Esto comienza una historia que se repite a lo largo de la serie y presenta a los Inhumanos en el MCU, con Jed Whedon diciendo que era algo "en proceso" durante mucho tiempo ya que Marvel Studios tenía planes para una película de Inhumans en 2019, y esta sería "una de las primeras instancias en las que comenzamos a plantar las semillas en el programa antes de la película". La tercera temporada presenta el concepto de los Secret Warriors, con nuevos personajes Inhumanos inspirados en el cómic del mismo nombre, al mismo tiempo que reconfigura la historia de Hydra en el MCU, vinculándola a la historia de los Inhumanos. Gregg señaló en enero de 2016 que "el escritor y director [de la película Inhumans] tendrá rienda suelta para hacer lo que quiera con los Inhumanos, pero con suerte, habrá alguna manera de que nuestros Inhumanos se conecten con eso". Cuando la película se eliminó del calendario de estrenos de Marvel Studios, Whedon señaló que la serie tenía "un poco más de libertad" y estaba "capaz de hacer un poco más" con la especie en la cuarta temporada, incluido el potencial de presentar algunos de los Inhumanos "clásicos". Marvel's Inhumans, una serie de televisión centrada en Black Bolt y otros miembros de la Familia Real Inhumana, fue anunciada en noviembre de 2016 para salir al aire en ABC en septiembre de 2017. No pretendía ser un spin-off de Agents of S.H.I.E.L.D.
En el período previo a Avengers: Age of Ultron, Joss Whedon explicó que a pesar de devolverle la vida a Phil Coulson para dirigir Agents of S.H.I.E.L.D. y el MCU mismo lidiando con personajes que aparentemente mueren solo para regresar más tarde como Loki, Nick Fury y Bucky Barnes, "En cuanto a la ficción de las películas, Coulson está muerto", eligiendo no hacer referencia a la resurrección de Coulson en Age of Ultron para no disminuir el impacto de su muerte original entre los personajes. Whedon explicó aún más que debido a su sentimiento de que la audiencia de The Avengers no parece ser necesariamente la misma uno como la audiencia de Agents of S.H.I.E.L.D., además de presentar diecinueve personajes nuevos, se habría visto obligado a explicar la resurrección de Coulson una vez más a la audiencia exclusiva de la película si Coulson hubiera aparecido en Age of Ultron. A pesar de esto, Jeph Loeb declaró antes del estreno de la película que había un plan para que los Vengadores finalmente descubrieran que Coulson estaba vivo.
La cuarta temporada explora el concepto de Life Model Decoys, a los que se hizo referencia por primera vez en The Avengers, y presenta al personaje Ghost Rider en el MCU. Sobre por qué la serie esperó para comenzar a explorar los LMD, Jed Whedon dijo que la serie anteriormente no quería explorar el concepto antes del estreno de Avengers: Age of Ultron, que ve las presentaciones de Ultron y Visión de manera similar a los LMD. Al presentar Ghost Rider, Whedon dijo: "con Doctor Strange (2016) que se estrenará este año, el Universo [cinemátográfico] de Marvel se está moviendo hacia nuevas aguas", refiriéndose a la exploración de la magia. "Sentimos que este era obviamente un gran personaje que nos encantaría tener en nuestro programa y que creemos que encaja con ese cambio". La temporada también continúa con las historias de la segunda temporada de Agent Carter, con la revelación de que el grupo Laboratorios de Energía Momentum es el sucesor de la empresa Isodyne Energy, con ambas empresas conectadas por la empresa matriz Roxxon, un pilar del MCU. Los últimos cuatro episodios de la quinta temporada tienen lugar en un solo día y coinciden con los eventos de Avengers: Infinity War (2018). En agosto de 2017, Emily VanCamp dijo que habían tenido conversaciones para que volviera a interpretar su papel de Sharon Carter para la serie, pero hubo conflictos con su papel protagónico en la serie, Revenge. Patrick Brennan, quien interpretó a Marcus Daniels / Blackout en la serie, aparece como un cantinero anónimo en la película Capitana Marvel (2019). La productora de Marvel Studios, Victoria Alonso aludió a la posibilidad de que los dos fueran el mismo personaje, dado que la película se desarrolla en la década de 1990.
La séptima temporada ve a Enver Gjokaj retomar su papel como agente de la Reserva Científica Estratégica, Daniel Sousa de Agent Carter, uniéndose al equipo principal de S.H.I.E.L.D. Hubo una discusión para reconducir al Oficial Saunders, un personaje que Gjokaj interpretó en The Avengers, a Sousa al hacer que Sousa viajara en el tiempo de regreso a la Batalla de Nueva York y se infiltrara como un policía, pero la idea se abandonó debido a conflictos con la línea de tiempo establecida. El Reino Cuántico también aparece en la temporada, con Fitz usándolo para viajar a la línea de tiempo alterada creada durante la temporada y reunirse con el equipo de S.H.I.E.L.D. antes de traer a todos de regreso a la línea de tiempo principal. Whedon agregó que, con esta introducción a la serie, planearon mencionar cómo se podría usar el reino para sobrevivir al chasquido de Thanos, como se vio en Avengers: Infinity War y Avengers: Endgame (2019), pero finalmente se eliminó. Reed Diamond, quien interpretó al miembro de élite de Hydra, Werner Reinhardt / Daniel Whitehall, fue contactado por Marvel Studios con respecto a su disponibilidad para Avengers: Endgame, con la compañía de efectos visuales, Cantina Creative finalmente usando una foto de Whitehall en las imágenes para las pantallas de información del robo en el tiempo de la película, que finalmente se eliminó.
En mayo de 2020, Bennet llamó a los Agents of S.H.I.E.L.D., "la oveja negra del Universo Marvel" ya que "todos sabían que se suponía que éramos una sola cosa cuando comenzamos" y en última instancia, el los escritores "tuvieron que eludir" muchas oportunidades potenciales para no entrar en conflicto con los planes para las películas. Henstridge también agregó que en temporadas pasadas, todos los episodios tuvieron que revisarse para asegurarse de que no mostraran algo que las películas cubrirían, pero para la última temporada, "había una sensación de abandono" ccon todas las ideas que se les ocurrieron a los escritores permitieron que sucediera. Antes del final de la serie en agosto de 2020, Gregg y Wen recordaron los vínculos iniciales que tuvo la serie en la primera temporada. Ambos sintieron que tenían que esperar hasta que el estreno de The Winter Soldier resultara en que los primeros episodios "flotaran en el agua" y "obstaculizaron la creatividad de los escritores". A pesar de esto, Gregg sintió que el final de la primera temporada "se mantiene muy bien" una vez que se reveló el giro de Hydra. Ambos agregaron que la serie despegó una vez que los escritores estaban menos atados a las películas del MCU y pudieron concentrarse en las historias de los personajes de la serie. Después del final de la serie, Bell miró hacia atrás en el serie y sintió que debido a todas las restricciones que enfrentó desde Marvel Studios hasta la revelación de Hydra, era "una serie tecnológica" cuando la audiencia esperaba "un espectáculo de superhéroes con muchas marcas de Marvel". Tancharoen agregó que la serie era "más el caso de la semana" cuando se estrenó por primera vez, pero eso les permitió plantar varios dispositivos de historia que podrían explorarse por completo una vez que superaran la revelación de Hydra. Bell también reveló que la serie en un momento había recibido permiso para usar el personaje M.O.D.O.K. antes de que Marvel retirara su acceso al personaje, con la esperanza de incluirlo en su historia con Anton Ivanov / The Superior en la cuarta temporada. La serie también había intentado incorporar la organización contraparte basada en el espacio, S.W.O.R.D., pero Marvel le impidió hacerlo.
El Darkhold, que se destacó en la cuarta temporada, se presentó más tarde en la miniserie de Disney+, WandaVision (2021), pero con un diseño diferente al uno que tenía en Agents of S.H.I.E.L.D. La showrunner, Jac Schaeffer dijo que no hubo "grandes conversaciones" entre los escritores con respecto a la aparición anterior del Darkhold en Agents of S.H.I.E.L.D.; la coproductora ejecutiva, Mary Livanos presentó la idea de usar el Darkhold en  WandaVision para aumentar el nivel de peligro que Agatha Harkness le planteó a la Bruja Escarlata, con el nuevo diseño basado en cómo el Darkhold luce en los cómics y su diseño tratando de responder preguntas sobre cómo podría verse, cómo se creó y cómo aparecería y desaparecería. A pesar del rediseño, el director, Matt Shakman opinó que el Darkhold de WandaVision es el mismo de Agents of S.H.I.E.L.D. Schaeffer dijo que la naturaleza del Darkhold se explorará más a fondo en proyectos futuros. El primer episodio de la serie de Disney+, Loki, «Glorious Purpose», revisita la muerte de Coulson sin reconocer su regreso en Agents of S.H.I.E.L.D. Cuando se les preguntó si jugaron con mencionar la resurrección de Coulson, el escritor principal de Loki, Michael Waldron dijo que la idea podría ser "otro zarcillo del multiverso, tal vez" y creía que el simple hecho de ver a Coulson nuevamente planteaba preguntas emocionantes.

## Marketing
Las cuentas de redes sociales de la serie se crearon en enero de 2013, meses antes de que ABC ordenara oficialmente la serie, "una rareza para un piloto". Para el 17 de mayo de 2013, Agents of S.H.I.E.L.D. era el programa nuevo más importante de la temporada televisiva en términos de actividad en las redes sociales, con la cuenta oficial de Twitter de la serie con más de 46.000 seguidores y su página oficial de Facebook con cerca de medio millón de me gusta. Muchos miembros del elenco y del equipo "twittean en vivo" cada episodio, con J. August Richards señalando que esto brinda comentarios instantáneos de los espectadores y permite al equipo "ver a la audiencia hacer ese viaje" en tiempo real. En septiembre de 2013, ABC anunció el aftershow digital complementario semanal, Agents of S.H.I.E.L.D.: Declassified, presentado por Brett Erlich, disponible en ABC.com, Marvel.com, WatchABC.com y la aplicación Watch ABC. Se planearon tres entregas ampliadas con invitados para la primera temporada por sus "historias más provocativas". Verizon Wireless actuó como patrocinador de Declassified y creó un centro que presenta el espectáculo posterior junto con "transmisiones sociales en vivo, encuestas de Twitter y clips y gráficos para compartir". Verizon también fue el patrocinador presentador de Agents of S.H.I.E.L.D. en Watch ABC.
Para los últimos seis episodios de la primera temporada, Marvel comenzó la iniciativa Marvel's Agents of S.H.I.E.L.D.: The Art of Level Seven, en la que una imagen fue lanzada cada jueves antes de un nuevo episodio, mostrando un primer vistazo a un evento clave del próximo episodio. Bell declaró que la iniciativa era una forma de vincular la serie a sus raíces en los cómics y se pensó al comienzo de la primera temporada. El equipo de producción trató de emparejar artistas específicos con los afiches en función de su trabajo anterior y cómo se conectaba con los temas y la emoción del episodio previsto. Para la segunda temporada, la serie regresó como «The Art of Evolution», con una imagen para cada uno de los últimos doce episodios de la temporada. Para la quinta temporada, Marvel revivió su programa de arte de marketing, con Marvel's Agents of S.H.I.E.L.D.: The Road to 100, con cinco carteles, uno para cada temporada de la serie, que representan "momentos fundamentales clave de cada temporada" para conmemorar la serie alcanzando los 100 episodios.
En la Convención Internacional de Cómics de San Diego de 2014, Marvel Custom Solutions y Lexus lanzaron un número único limitado de un cómic vinculado titulado, Agents of S.H.I.E.L.D.: The Chase, situado entre los episodios de la temporada 1, «Seeds» y «T.R.A.C.K.S.» El cómic fue escrito por George Kitson, con arte de Mirko Colak, Neil Edwards y Mirco Pierfederici.
Se crearon varias series web de marketing para Agents of S.H.I.E.L.D. Una serie web de cinco partes titulada Agents of S.H.I.E.L.D.: Double Agent, también patrocinada por Lexus, fue lanzada del 4 de marzo al 6 de mayo de 2015 en ABC.com. La serie web sigue a un asistente de producción de Agents of S.H.I.E.L.D. recién contratado, que actúa como un agente doble para el "Mastermind", interpretado por Stan Lee. También aparecen miembros del elenco y el equipo de la serie, como Gregg, y los espectadores tienen la capacidad de votar en una encuesta en línea después de cada episodio para adivinar a dónde iría el agente doble en el próximo episodio; los votos ingresaron a los espectadores en un sorteo para ganar premios del set de Agents of S.H.I.E.L.D. Double Agent fue nominado a Serie Digital Sobresaliente en los 27.° Premios del Sindicato de Productores de Estados Unidos. Otra serie web de cinco partes patrocinada por Lexus, Agents of S.H.I.E.L.D.: Academy , lanzado del 9 de marzo al 4 de mayo de 2016. En Academy, tres fanáticos de Agents of S.H.I.E.L.D. compiten para interpretar a un agente en esa serie. También aparecen miembros del elenco de Agents of S.H.I.E.L.D.. Los tres fanes finalmente hicieron cameos en el final de la tercera temporada. Agents of S.H.I.E.L.D.: Academy fue nominada en los 28° Premios del Sindicato de Productores de Estados Unidos como Mejor Serie Digital.
La serie se ha promocionado con varios subtítulos en diferentes momentos, incluido Agents of S.H.I.E.L.D.: Uprising en la primera temporada, que conduce al cruce de Winter Soldier; Agents de S.H.I.E.L.D.: Fallen Agent para el final de la tercera temporada; Agents of S.H.I.E.L.D.: Ghost Rider para la primera parte de la cuarta temporada; y Agentes de S.H.I.E.L.D.: LMD para la segunda parte de la cuarta temporada. La tercera parte de la cuarta temporada se conocía como Agents of Hydra. En noviembre de 2020, se subastaron la utilería, el vestuario y los decorados de la serie.

## Estreno

### Emisión
Agents of S.H.I.E.L.D. se emitió en Estados Unidos por ABC, en alta definición 720p y sonido envolvente 5.1, a pesar de entregar los episodios a ABC en 1080p. La primera temporada se transmitió los martes a las 8 p. m. (EST) para la primera temporada, y comenzando con la segunda temporada, la serie se emitió los martes a las 9 p. m. (EST), antes de pasar al horario de las 10 p. m. los martes para la cuarta temporada. Para su quinta temporada, la serie se transmitió los viernes a las 9 p. m. (EST), los viernes a las 8 p. m. (EST) para la sexta temporada, y se transmitió a las 10 p. m. (EST) los miércoles para la séptima temporada.
La segunda y tercera temporada de la serie se transmitieron en dos bloques cada una, con una temporada de Agent Carter en el medio. Bell explicó que esta decisión se tomó luego del desafío de producir 22 episodios para que la primera temporada se emitiera durante 36 a 40 semanas, lo que significaba tener repeticiones y "perder impulso". En su lugar, Agent Carter ocupó gran parte de ese espacio de forma consecutiva, dejando que la segunda mitad de la temporada de Agents of S.H.I.E.L.D. se desarrolle sin interrupciones. Este formato permitió a los productores y escritores abordar cada temporada en dos partes, cada una con historias distintas conectadas por elementos transferidos. Antes de la cuarta temporada, Tancharoen explicó: "Durante las últimas dos temporadas, hemos podido dividir nuestra temporada en dos pequeñas mini-temporadas debido al calendario de fechas de emisión. Esta próxima temporada, nuestro calendario de fechas de emisión es un poco diferente, por lo que la estamos dividiendo en tres grupos. En cuanto a la historia, el desarrollo de eso nos ha hecho la vida más fácil, dividirlo de esa manera". El formato de grupo se describió como "7-10 episodios [que presentan] pequeñas 'tramas cerradas' que formaban una entero."
Con respecto a si dividirían la quinta temporada en grupos nuevamente como en la cuarta temporada, Bell dijo: "Un arco de 22 episodios es mucho para que la gente se aferre. Al dividirlo en arcos más pequeños o grupos diferentes, al introducir un conjunto de antagonistas y dejarlos, o moverse de un espacio a otro, nuestra experiencia ha sido que es algo que los espectadores disfrutan, y hace que sea un poco más fácil de digerir cuando estás contando algunas de estas historias". Whedon también señaló que dependería de cómo se "divida" la temporada en términos de transmisión. Si todo se ejecuta de forma consecutiva, se siente extraño comenzar a llamarlo de diferentes maneras... Trataremos de tenerlo en tamaño reducido". La temporada comenzó a transmitir sus episodios el 1 de diciembre de 2017, una vez que Inhumans emitió sus ocho episodios, con la intención de que los 22 episodios se transmitieran en su mayoría sin interrupciones; se tomó una breve pausa para la transmisión de los Juegos Olímpicos de Invierno de 2018. En última instancia, la temporada se formó con dos arcos argumentales. La sexta y la séptima temporada incluyeron 13 episodios cada una.
Agents of S.H.I.E.L.D. tiene licencia en 155 países y territorios: CTV posee los derechos de transmisión para Canadá; Channel 4 transmitió la serie en el Reino Unido durante las dos primeras temporadas, antes de pasar a E4 de la tercera a la sexta temporada, con el estreno de la séptima temporada en Disney+; en Australia, la serie se emitió en Seven Network durante las dos primeras temporadas, antes de mudarse a Fox8 comenzando con la tercera; y en Nueva Zelanda, el programa se transmite en TV2. MyNetworkTV obtuvo los derechos de redifusión de la serie en los Estados Unidos y comenzó a transmitirla en septiembre de 2016.

### Medios domésticos
| Temporada | Fechas de lanzamiento en DVD y Blu-ray | Fechas de lanzamiento en DVD y Blu-ray | Fechas de lanzamiento en DVD y Blu-ray |
| Temporada | Región 1                               | Región 2                               | Región 4                               |
| --------- | -------------------------------------- | -------------------------------------- | -------------------------------------- |
| 1         | 9 de septiembre de 2014                | 20 de octubre de 2014                  | 12 de noviembre de 2014                |
| 2         | 18 de septiembre de 2015               | 19 de octubre de 2015                  | 11 de noviembre de 2015                |
| 3         | —                                      | 30 de enero de 2017                    | 1 de marzo de 2017                     |
| 4         | —                                      | 2 de julio de 2018                     | 14 de noviembre de 2018                |
| 5         | —                                      | 1 de octubre de 2018                   | 10 de abril de 2019                    |
| 6         | —                                      | —                                      | —                                      |
| 7         | —                                      | —                                      | —                                      |

La primera temporada completa se lanzó por primera vez en Blu-ray y DVD, el 9 de septiembre de 2014, y la segunda temporada completa se lanzó el 18 de septiembre de 2015, como exclusivo de Amazon.com. La primera temporada estuvo disponible en Netflix en los Estados Unidos el 20 de noviembre de 2014, con la segunda temporada disponible el 11 de junio de 2015, la tercera el 16 de junio de 2016, la cuarta el 15 de junio de 2017, el quinto el 17 de junio de 2018, el sexto el 1 de septiembre de 2019, y la séptima el 30 de octubre de 2020. La serie estuvo disponible en Netflix hasta el 28 de febrero de 2022, antes de trasladarse a Disney+ en Estados Unidos a partir del 16 de marzo; ya estaba disponible en Disney+ en otros territorios.

## Recepción

### Audiencia y ratings
| Temporada | Franja horaria (ET)   | Episodios | Primera emisión          | Primera emisión      | Última emisión       | Última emisión       | Temporada en televisión | Posición en general | Promedio de audiencia (millones) | Posición 18–49 | Rating promedio 18–49 |
| Temporada | Franja horaria (ET)   | Episodios | Fecha                    | Audiencia (millones) | Fecha                | Audiencia (millones) | Temporada en televisión | Posición en general | Promedio de audiencia (millones) | Posición 18–49 | Rating promedio 18–49 |
| --------- | --------------------- | --------- | ------------------------ | -------------------- | -------------------- | -------------------- | ----------------------- | ------------------- | -------------------------------- | -------------- | --------------------- |
| 1         | Martes 8:00 p. m.     | 22        | 24 de septiembre de 2013 | 12.12                | 13 de mayo de 2014   | 5.45                 | 2013–14                 | 43                  | 8.31                             | 20             | 3.0                   |
| 2         | Martes 9:00 p. m.     | 22        | 23 de septiembre de 2014 | 5.98                 | 12 de mayo de 2015   | 3.88                 | 2014–15                 | 76                  | 7.09                             | 32             | 2.7                   |
| 3         | Martes 9:00 p. m.     | 22        | 29 de septiembre de 2015 | 4.90                 | 17 de mayo de 2016   | 3.03                 | 2015–16                 | 85                  | 5.52                             | 47             | 2.0                   |
| 4         | Martes 10:00 p. m.    | 22        | 20 de septiembre de 2016 | 3.44                 | 16 de mayo de 2017   | 2.08                 | 2016–17                 | 110                 | 4.22                             | 70             | 1.5                   |
| 5         | Viernes 9:00 p. m.    | 22        | 01 de diciembre de 2017  | 2.54                 | 18 de mayo de 2018   | 1.88                 | 2017–18                 | 133                 | 3.57                             | 97             | 1.1                   |
| 6         | Viernes 8:00 p. m.    | 13        | 10 de mayo de 2019       | 2.31                 | 02 de agosto de 2019 | 1.88                 | 2018–19                 | —                   | —                                | —              | —                     |
| 7         | Miércoles 10:00 p. m. | 13        | 27 de mayo de 2020       | 1.82                 | 12 de agosto de 2020 | 1.46                 | 2019–20                 | —                   | —                                | —              | —                     |

En Estados Unidos, el episodio de estreno de Agents of S.H.I.E.L.D. obtuvo una calificación de 4,7/14 en el grupo demográfico de 18 a 49 años, con 12,12 millones de espectadores en total, es el mayor debut de un drama televisivo en cuatro años. Aunque la serie debutó con fuertes índices de audiencia frente a su competencia, NCIS, sus índices de audiencia disminuyeron considerablemente durante los siguientes dos meses, aunque siguió siendo el programa principal del martes entre hombres de 18 a 49 años y, en general, fue el programa número 3 entre los adultos jóvenes de categoría detrás de Modern Family y The Big Bang Theory. También disfrutó de grabaciones de DVR que, según TV Guide, estaban "por las nubes".
En marzo de 2016, Alisha Grauso de Forbes habló sobre la serie y sus índices de audiencia, y describió que el programa "nunca había sido tan exitoso en los índices de audiencia de ABC como la cadena esperaba que fuera... Es difícil lo suficiente como para escribir un guion de película que encaje dentro de la continuidad del Universo cinematográfico de Marvel más grande, aún más difícil hacerlo con una temporada de televisión de larga duración que debe actuar como tejido conectivo para el mundo más grande sin dejar de ser algo propio". Grauso opinó que los índices de audiencia de la serie pueden mejorar si se enfoca en tratar de ser la mejor serie posible (con menos conexiones con las películas, como las series de televisión de Netflix) o simplemente en ser "apoyo y vínculo" en el mundo de los Vengadores". Grauso concluyó: "El resultado final para cualquier escenario es que, con suerte, las calificaciones suban y se mantengan altas. En el primer caso, los fanáticos podrían perderse por la desconexión del MCU, pero una historia más sólida y una escritura más consistente los traería y nuevos fanáticos de regreso. En el segundo escenario, los fanáticos sintonizarían cada semana por temor a perderse un poco de la historia que es importante para el mundo en general".
En noviembre de 2018, Parrot Analytics, que mide "cómo los espectadores interactúan con la marca de un programa de televisión en línea, evaluando todo, desde el intercambio global de archivos y el tráfico entre pares hasta la actividad en las redes sociales", clasificó a los Agents of S.H.I.E.L.D., superior al 0,03 por ciento de las series de televisión en demanda en todo el mundo, clasificándolo como "Asombroso". Las series con una demanda similar incluyeron Better Call Saul, Criminal Minds y Vikings, mientras que Agents of S.H.I.E.L.D. tuvo una mayor demanda que series como The Originals, Supergirl, Arrow y Fear The Walking Dead. Agents of S.H.I.E.L.D. vio el quinto episodio de la séptima temporada, «A Trout in the Milk» obtener una calificación baja de serie de 0,2 en el grupo demográfico de 18 a 49 años, mientras que el episodio de la séptima temporada, «Brand New Day» obtuvo los espectadores iniciales más bajos con 1,25 millones.

### Respuesta crítica
| Temporada | Temporada | Rotten Tomatoes   | Metacritic |
| --------- | --------- | ----------------- | ---------- |
|           | 1         | 88% (72 reseñas)  | —          |
|           | 2         | 91% (33 reseñas)  | —          |
|           | 3         | 100% (22 reseñas) | —          |
|           | 4         | 96% (25 reseñas)  | —          |
|           | 5         | 100% (23 reseñas) | —          |
|           | 6         | 93% (15 reseñas)  | —          |
|           | 7         | 100% (15 reseñas) | —          |

Para la primera temporada, el sitio web del agregador de reseñas, Rotten Tomatoes informó una calificación de aprobación del 88%, con una calificación promedio de 7.8/10 basada en 72 reseñas. El consenso del sitio web dice: "Agents of S.H.I.E.L.D. seguramente complacerá a los fanáticos de los cómics, pero el conjunto fuerte y el ritmo rápido ayudan a que este programa de superhéroes mejor que el promedio sea accesible también para los no fanáticos". Metacritic, que usa un promedio ponderado, asignó un puntaje "generalmente favorable" de 74 basado en 33 reseñas.
La segunda temporada tiene un índice de aprobación del 91% en Rotten Tomatoes, con una puntuación media de 7,7/10 basada en 33 reseñas. El consenso del sitio web dice: "Agents of S.H.I.E.L.D. se relaja en sí mismo durante su segunda temporada, mitigando los dolores de crecimiento del programa al enfocarse en los personajes mientras aumenta la emoción narrativa". La tercera temporada ha un índice de aprobación del 100% en Rotten Tomatoes, con una puntuación media de 8,2/10 basada en 22 reseñas. El consenso del sitio web dice: "Sigue evolucionando en su tercera temporada, Agents of S.H.I.E.L.D. avanza aún más con una combinación de emoción, humor y corazón".
La cuarta temporada tiene un índice de aprobación del 96% en Rotten Tomatoes, con una puntuación media de 7,8/10 basada en 25 reseñas. El consenso del sitio web dice: "Agents of S.H.I.E.L.D. explora un territorio más oscuro en su cuarta temporada con la emocionante introducción de Ghost Rider, que establece un nuevo capítulo lleno de acción de las mitologías más atrevidas de Marvel". La quinta temporada tiene un índice de aprobación del 100% en Rotten Tomatoes, con una puntuación media de 7,9/10 basada en 23 reseñas. El consenso del sitio web dice: "Agents of S.H.I.E.L.D. se lanza a las vallas con narraciones a gran escala y giros salvajes que elevan la temporada 5 del MCU saturado a su propio espacio".
La sexta temporada tiene un índice de aprobación del 93% en Rotten Tomatoes, con una puntuación media de 7,7/10 basada en 15 reseñas. El consenso del sitio web dice: "Seis temporadas y Agents of S.H.I.E.L.D. continúa profundizando su exploración del espacio y las relaciones entre sus héroes". La séptima temporada tiene un índice de aprobación del 100% en Rotten Tomatoes, con una puntuación media de 8/10, basada en 15 reseñas. El consenso del sitio web dice: "Sincera y unida por la fuerza de la química de su súper elenco, la última temporada de Agents of S.H.I.E.L.D. es una despedida apropiada para un equipo amado".

### Análisis
La forma en que la serie se ve afectada por los acontecimientos de Captain America: The Winter Soldier se ha calificado de "milagrosa", con Terri Schwartz en Zap2it escribe "el hecho de que la película haya influido tanto en el programa cambia las reglas del juego en términos de cómo se pueden entrelazar los medios del cine y la televisión", mientras que Mary McNamara de Los Angeles Times declaró que Agents of S.H.I.E.L.D. "enfrenta un futuro de reinvención perpetua, y eso lo coloca en el emocionante primer auto de la montaña rusa de la televisión hacia una posible dominación mundial". El hecho de que la serie también represente la reconstrucción de S.H.I.E.L.D. en el MCU también se ha destacado, con Merrill Barr, revisando «Beginning of the End» para Forbes, diciendo: "¿Qué se atreve a decir Marvel con este final de temporada es 'todo lo que hacemos importa, y debes prestarle atención a todo'".
La presentación de la serie de los Inhumanos fue vista por Oliver Sava de The A.V. Club como hacer de Agents of S.H.I.E.L.D. una parte esencial de los planes del MCU y Marvel Studios, con las conexiones entre la serie y las películas que antes siempre habían sido reactivas en nombre de la serie, con "cosas" sucediendo en las películas y Agents of S.H.I.E.L.D. que se ocupan de las consecuencias. Sin embargo, la serie ahora "hará que las cosas sucedan, y estos eventos claramente tendrán un impacto en el futuro del MCU". Barr escribió que la serie "hace un excelente trabajo al mantenerse dos pies de una manera que nunca antes habíamos visto. Cuando llegue el cuadro final [del final de la segunda temporada], todos, fanáticos de Marvel o no, preguntarán cuándo comienza la tercera temporada".
El paralelismo de temas de la tercera temporada de Capitán América: Civil War fue llamado "tópico y relevante" y "francamente espeluznante" por Alex McCown de The A.V. Club y Kevin Fitzpatrick de ScreenCrush. McCown comparó el enfoque de la serie para establecer "un mundo desconfiado de las superpotencias" con los eventos de la vida real que rodearon a la campaña presidencial de 2016 de Cliven Bundy y Donald Trump, y dijo que "S.H.I.E.L.D. está aprovechando al máximo su medio para contar la historia que la próxima película de Capitán América no puede: una exploración completa y tensa de la necesidad de proteger la libertad y la privacidad, incluso para aquellos con habilidades extraordinarias". Fitzpatrick agregó que esta "inclinación tópica... creó un gran ángulo para construir esa mentalidad mundial sin sentirse particularmente subordinado a las películas".
Antes de la cuarta temporada, Kayti Burt de Collider opinó que Agents of S.H.I.E.L.D. es "el programa de televisión de X-Men que deberías estar viendo". Burt señaló que la franquicia cinematográfica X-Men se estaba expandiendo a la televisión con la serie Legion, pero que S.H.I.E.L.D. ya cumplió bien ese propósito, destacando las similitudes entre los X-Men y los Inhumanos, ambas creaciones de Stan Lee y Jack Kirby durante la década de 1960 y que consisten en un gran grupo de personas con superpoderes que "son nuestros vecinos y nuestros amigos... tanto héroes como villanos", y enfrentar "los mismos miedos y prejuicios" de la comunidad en general. Burt sintió que las similitudes entre los Inhumanos de S.H.I.E.L.D. y los X-Men se volvieron "particularmente agudas" en la tercera temporada con la historia de Hive, que tenía mucho en común con la película X-Men: Apocalypse que se estrenó casi al mismo tiempo; Burt opinó que S.H.I.E.L.D. ejecutó la historia "mucho mejor" que la película. Otras similitudes que Burt discutió fueron el elenco diverso y conjunto de la serie, su versión de la trama de cura mutante, los paralelos entre el arco de la segunda temporada de Daisy Johnson y la introducción de Rogue en la primera película, X-Men, y su comentario social y político. Con este último, Burt también discutió las similitudes entre los Watchdogs y Donald Trump, llamándolo "no muy sutil, pero los comentarios sociales no tienen por qué serlo. Agradezco que Agents of S.H.I.E.L.D. esté tratando de comentar sobre el actual estado sociopolítico del país de una manera que muchos de los otros programas de televisión de superhéroes ni siquiera intentan hacer. Es quizás la cualidad más parecida a X-Men del programa". Para concluir, Burt dijo que aunque los personajes de X-Men no pueden aparecer en el UCM debido a que 20th Century Fox tiene los derechos, "todavía podemos disfrutar de muchos de los temas prominentes en el universo de X-Men a través de S.H.I.E.L.D."
Además, Marc N. Kleinhenz en Screen Rant discutió cómo la serie "sigue resistiendo el statu quo", desde la destrucción y reconstrucción de S.H.I.E.L.D., hasta las consecuencias de los Acuerdos de Sokovia. Señaló que una de las principales fuerzas impulsoras detrás de los cambios fueron las películas del MCU, y la serie se vio obligada a "adaptarse constantemente a un panorama narrativo cambiante sobre el que no tiene absolutamente ningún control". También creía que la serie estaba obligada a adaptar varios personajes de Marvel a la pantalla que no aparecerían en películas, como Daisy Johnson, Mockingbird y Ghost Rider. Sin embargo, Kleinheinz sintió que esta mentalidad también provenía del equipo de la serie y no solo de Marvel, y dijo: "También existe el modus operandi narrativo que los showrunners, Jed Whedon y Maurissa Tancharoen han demostrado muy obviamente durante su mandato de cuatro años. Parece que explorar constantemente nuevos terrenos de temporada en temporada es tanto una predilección personal como, posiblemente, un mandato corporativo".
Durante la cápsula de Agents of Hydra en la cuarta temporada, Evan Valentine de Collider señaló cómo "uno de los temas predominantes de esta segunda mitad de la cuarta temporada de Agents of S.H.I.E.L.D. ha sido sus golpes a la actual Administración de Trump... Cuando todo está dicho y hecho, ya sea que apoye o desautorice a la administración actual y lo que ha hecho con su tiempo en el cargo, ¿funciona este comentario? aquí? Claro que sí... Necesitamos poder reírnos de lo que está pasando en el mundo, independientemente de si estamos de acuerdo o en desacuerdo, pero S.H.I.E.L.D. se las ha arreglado para lanzar algunos comentarios mordaces esta temporada".
Antes de la séptima y última temporada, Shakeema Edwards de Vulture sintió que la serie había "evolucionado hacia una fantasía de ciencia ficción... explorando la mutación humana, la inteligencia artificial, la realidad virtual, la exploración al espacio, viajes en el tiempo e incluso magia". Edwards continuó, "lo que es más fascinante de S.H.I.E.L.D. al entrar en su final es cómo está comprometido con la práctica de adoptar esencialmente un nuevo subgénero cada diez o más episodios, particularmente más adelante". El cambio constante de su enfoque de género permitió que la serie tuviera menos "episodios de relleno" y pudiera "mantener su impulso dentro y entre temporadas". Además, "la devoción cada vez más profunda de los personajes entre sí ha servido como una línea emocional, una constante para que los personajes (y los espectadores) se aferren a medida que la narrativa cambia rápidamente a su alrededor". Edwards concluyó: "S.H.I.E.L.D. saldrá en sus propios términos con la séptima temporada, una codiciada conclusión planificada en un panorama televisivo plagado de cancelaciones repentinas. Oportunamente, el programa que originalmente llevó el mundo del UCM a la pantalla chica también sirven como cierre de la primera fase del universo cinematográfico en la televisión".

### Reconocimientos
The Atlantic nombró a «4,722 Hours» como uno de los mejores episodios de televisión de 2015. La quinta temporada fue reconocida con The ReFrame Stamp por contratar personas de identidades de género subrepresentadas y de color.
| Premio                              | Fecha de ceremonia | Categoría                                                          | Receptor(es)                                                                                         | Resultado | Ref(s)          |
| ----------------------------------- | ------------------ | ------------------------------------------------------------------ | --- | --------- | --------------- |
| California On Location Awards       | 2016               | Gerente de Locación del año – Televisión de una hora               | Justin Hill                                                                                          | Ganador   | [ 342 ]         |
| California On Location Awards       | 2019               | Asistente de Gerente de Locación – Televisión                      | Miles Beal-Ampah                                                                                     | Ganador   | [ 343 ]         |
| Critics' Choice Television Awards   | 2013               | Serie nueva más emocionante                                        | Agents of S.H.I.E.L.D.                                                                               | Ganadora  | [ 344 ]         |
| Dragon Awards                       | 2017               | Mejor serie de televisión de ciencia ficción o fantasía            | Agents of S.H.I.E.L.D.                                                                               | Nominada  | [ 345 ] [ 346 ] |
| Hollywood Post Alliance Awards      | 2018               | Efectos visuales sobresalientes – Televisión (más de 13 episodios) | Mark Kolpack, Sabrina Arnold, Kevin Yuille, David Rey, y Hnedel Maximore (por «Orientation: Part 1») | Ganadores | [ 347 ]         |
| Irish Film & Television Awards      | 2016               | Mejor actriz de reparto en drama televisivo                        | Ruth Negga                                                                                           | Nominada  | [ 348 ]         |
| Irish Film & Television Awards      | 2018               | Actor en un papel secundario – Drama                               | Jason O'Mara                                                                                         | Nominado  | [ 349 ]         |
| Kids' Choice Awards                 | 2015               | Programa de TV Familiar Favorito                                   | Agents of S.H.I.E.L.D.                                                                               | Nominada  | [ 350 ]         |
| Kids' Choice Awards                 | 2015               | Actriz de TV Favorita                                              | Chloe Bennet                                                                                         | Nominada  | [ 350 ]         |
| Kids' Choice Awards                 | 2016               | Programa de TV Familiar Favorito                                   | Agents of S.H.I.E.L.D.                                                                               | Nominada  | [ 351 ]         |
| Kids' Choice Awards                 | 2016               | Actriz de TV Favorita – Programa Familiar                          | Chloe Bennet                                                                                         | Nominada  | [ 351 ]         |
| Kids' Choice Awards                 | 2016               | Actriz de TV Favorita – Programa Familiar                          | Ming-Na Wen                                                                                          | Nominada  | [ 351 ]         |
| Kids' Choice Awards                 | 2017               | Programa de TV Familiar Favorito                                   | Agents of S.H.I.E.L.D.                                                                               | Nominada  | [ 352 ]         |
| People's Choice Awards              | 2014               | Actriz favorita en una nueva serie de TV                           | Ming-Na Wen                                                                                          | Nominada  | [ 353 ]         |
| People's Choice Awards              | 2014               | Nuevo drama televisivo favorito                                    | Agents of S.H.I.E.L.D.                                                                               | Nominada  | [ 353 ]         |
| People's Choice Awards              | 2015               | Programa de televisión favorito de ciencia ficción/fantasía        | Agents of S.H.I.E.L.D.                                                                               | Nominada  | [ 354 ]         |
| Primetime Creative Arts Emmy Awards | 2014               | Mejores efectos visuales y especiales                              | «T.A.H.I.T.I.»                                                                                       | Nominado  | [ 355 ]         |
| Primetime Creative Arts Emmy Awards | 2015               | Mejores efectos visuales y especiales                              | «The Dirty Half Dozen»                                                                               | Nominado  | [ 356 ]         |
| PRISM Awards                        | 2015               | Drama televisivo de Argumento de varios episodios – Salud Mental   | La historia de Fitz de «Shadows» a «The Things We Bur»                                               | Nominada  | [ 357 ]         |
| Golden Reel Awards                  | 2014               | Mejor edición de sonido - Versión corta: Música                    | «Pilot» - Lodge Worster                                                                              | Nominado  | [ 358 ]         |
| Golden Reel Awards                  | 2017               | TV – Formato corto – Diálogo/ADR                                   | «Deals with Our Devils»                                                                              | Nominado  | [ 359 ]         |
| Golden Reel Awards                  | 2021               | Mejor edición de sonido - Forma breve episódica - Diálogo / ADR    | «What We're Fighting For»                                                                            | Nominado  | [ 360 ]         |
| Golden Reel Awards                  | 2021               | Mejor edición de sonido - Forma corta episódica - Efectos / Foley  | «What We're Fighting For»                                                                            | Nominado  | [ 360 ]         |
| Premios Satellite                   | 2014               | Mejor Serie de Televisión o Miniserie, Género                      | Agents of S.H.I.E.L.D.                                                                               | Nominada  | [ 361 ]         |
| Premios Saturn                      | 2014               | Mejor estreno de serie de televisión en cadena                     | Agents of S.H.I.E.L.D.                                                                               | Nominada  | [ 362 ]         |
| Premios Saturn                      | 2015               | Mejor adaptación televisiva de superhéroes                         | Agents of S.H.I.E.L.D.                                                                               | Nominada  | [ 363 ]         |
| Premios Saturn                      | 2016               | Mejor serie de adaptación de superhéroes                           | Agents of S.H.I.E.L.D.                                                                               | Nominada  | [ 364 ]         |
| Premios Saturn                      | 2017               | Mejor adaptación televisiva de superhéroes                         | Agents of S.H.I.E.L.D.                                                                               | Nominada  | [ 365 ]         |
| Premios Saturn                      | 2018               | Mejor serie de televisión de superhéroes                           | Agents of S.H.I.E.L.D.                                                                               | Nominada  | [ 366 ]         |
| Teen Choice Awards                  | 2014               | Estrella emergente masculina                                       | Brett Dalton                                                                                         | Ganador   | [ 367 ]         |
| Teen Choice Awards                  | 2015               | Mejor serie de fantasía/ciencia ficción                            | Agents of S.H.I.E.L.D.                                                                               | Nominada  | [ 368 ]         |
| Teen Choice Awards                  | 2016               | Villano de televisión                                              | Brett Dalton                                                                                         | Nominado  | [ 369 ]         |
| Teen Choice Awards                  | 2017               | Mejor programa de televisión de acción                             | Agents of S.H.I.E.L.D.                                                                               | Nominada  | [ 370 ]         |
| Teen Choice Awards                  | 2017               | Mejor actor de televisión de acción                                | Gabriel Luna                                                                                         | Nominados | [ 370 ]         |
| Teen Choice Awards                  | 2018               | Mejor programa de televisión de acción                             | Agents of S.H.I.E.L.D.                                                                               | Nominada  | [ 371 ]         |
| Teen Choice Awards                  | 2018               | Mejor actriz de televisión de acción                               | Chloe Bennet                                                                                         | Nominada  | [ 371 ]         |
| Teen Choice Awards                  | 2019               | Mejor actriz de televisión de verano                               | Chloe Bennet                                                                                         | Nominada  | [ 372 ]         |
| Visual Effects Society Awards       | 2014               | Mejores efectos visuales en un programa de canal                   | «Pilot»                                                                                              | Nominado  | [ 373 ]         |
| Visual Effects Society Awards       | 2015               | Mejores efectos visuales en un episodio fotorrealista              | Agents of S.H.I.E.L.D.                                                                               | Nominada  | [ 374 ]         |
| Visual Effects Society Awards       | 2018               | Mejores efectos visuales en un episodio fotorrealista              | Mark Kolpack, Sabrina Arnold, David Rey, Kevin Yuille, Gary D'Amico por «Orientation: Part 1»        | Nominados | [ 375 ]         |

## Series derivadas

### Marvel's Most Wanted
En abril de 2015, Marvel estaba desarrollando una serie derivada de Agents of S.H.I.E.L.D. desarrollada por Bell y el escritor Paul Zbyszewski, protagonizada por Palicki y Blood. ABC no aprobó el proyecto el 7 de mayo de 2015, cuando anunciaron las renovaciones y cancelaciones de sus series, y las órdenes de nuevas series. En agosto de 2015, la serie derivada recibió una nueva vida como una serie reelaborada, titulada Marvel's Most Wanted, con una orden de piloto". Los roles de Hunter y Morse fueron escritos para que abandonaran Agents of S.H.I.E.L.D. en el decimotercer episodio de la tercera temporada, «Parting Shot», ambos dejando S.H.I.E.L.D., ya que Palicki y Blood "tuvieron físicamente que irse para filmar al piloto". En mayo de 2016, ABC pasó de la serie derivada una vez más.

### Agents of S.H.I.E.L.D.: Slingshot
Una serie digital de seis partes, Marvel's Agents of S.H.I.E.L.D.: Slingshot, fue revelada el 6 de diciembre de 2016, para debutar en ABC.com el 13 de diciembre de 2016. Sigue a Elena "Yo-Yo" Rodríguez en una misión secreta, poco antes del comienzo de la cuarta temporada, con Cordova-Buckley retomando su papel. Gregg, Jason O'Mara, Simmons, Bennet, Wen, De Caestecker y Henstridge repiten sus papeles en la serie como Coulson, Jeffrey Mace, Mack, Johnson, May, Fitz y Simmons, respectivamente.

### Ghost Rider
En mayo de 2019, Hulu ordenó la producción de Marvel's Ghost Rider la serie, con Ingrid Escajeda como showrunner y productora ejecutiva junto a Zbyszewski y Loeb. Gabriel Luna estaba programado para repetir su papel de Robbie Reyes / Ghost Rider de la cuarta temporada de Agents of S.H.I.E.L.D. en la nueva serie. En lugar de ser un derivado tradicional de S.H.I.E.L.D., Hulu describió la serie como una nueva historia que "vive por sí misma" pero trata sobre el mismo personaje. En julio de 2019, Loeb confirmó que la nueva serie haría referencia al papel de Reyes en Agents of S.H.I.E.L.D. En septiembre de 2019, se anunció que la serie no continuaría debido a diferencias creativas.

## Otros medios
En la Convención Internacional de Cómics de San Diego de 2014, Marvel Comics anunció una serie en curso titulada S.H.I.E.L.D., que se establecerá en el universo principal de Marvel y sería escrito por Mark Waid, a partir de diciembre. Con el arte de un grupo rotativo de artistas que incluye a Carlos Pacheco, Alan Davis y Chris Sprouse, la serie está dirigida por el agente Phil Coulson y ve la introducción canónica de los personajes Melinda May, Jemma Simmons y Leo Fitz, que se originaron en la serie de televisión, al universo de cómics de Marvel, a quien Waid señaló que se le daría "el giro del Universo Marvel". Waid describió la serie como "hecha en uno. Coulson y su equipo tienen una misión, y si necesitamos a alguien para una misión, todos en el Universo Marvel están disponibles como agentes potenciales". Waid agregó que aunque el cómic no comparte eventos con la serie de televisión, mantiene las relaciones y personalidades de los personajes. Marc Guggenheim relanzó el cómic como Agents of S.H.I.E.L.D. para la línea «All-New, All-Different Marvel» de Marvel Comics, e introdujo al personaje de la serie de televisión, Grant Ward en el Universo de cómics de Marvel en mayo de 2016.
En septiembre de 2015, se anunció que Phil Coulson, Daisy Johnson / Quake, Deathlok, Melinda May, Bobbi Morse, Lincoln Campbell, Sif, Raina y Gordon aparecerían en el videojuego de rol para móviles, Marvel: Future Fight. Su inclusión en el juego se hizo para promover el comienzo de la tercera temporada, así como para permitir que Marvel "extienda las historias y se base en historias de fondo para involucrar a los fanáticos en una experiencia completamente nueva", según el director creativo de Marvel Games, Bill Rosemann. En marzo de 2016, de Caestecker y Henstridge retomaron sus papeles como Fitz y Simmons, respectivamente, en el episodio «Lizards», de la serie animada Ultimate Spider-Man vs the Sinister 6. También en el mes, contenido descargable de Agents of S.H.I.E.L.D. fue revelado para Lego Marvel's Avengers. El contenido consistía en una misión basada "en los eventos previos al final de la segunda temporada", que involucraba enfrentar Jiaying y Daisy en Afterlife mientras rescatan agentes, y también se enfrentan a Gordon y Cal Johnson que han ocupado el Helicarrier de S.H.I.E.L.D. El contenido incluye los personajes jugables Daisy Johnson, Leo Fitz, Agent Koenig, Melinda May, Bobbi Morse, Jemma Simmons, Cal Johnson / Mr Hyde, Deathlok, Gordon, Grant Ward, Jiaying, Lincoln y Raina, así como el avión "Autobús". Ming-Na Wen repitió su papel de Melinda May para proporcionar nuevo diálogo para el contenido.